# モルディブ

モルディブ共和国
ދިވެހިރާއްޖޭގެ ޖުމްހޫރިއްޔާ

国の標語：なし
国歌：ޤައުމީ ސަލާމް（ディベヒ語）
国家敬礼

モルディブは一定の課税が著しく軽減、ないしは完全に免除されるタックス・ヘイブンのひとつ。

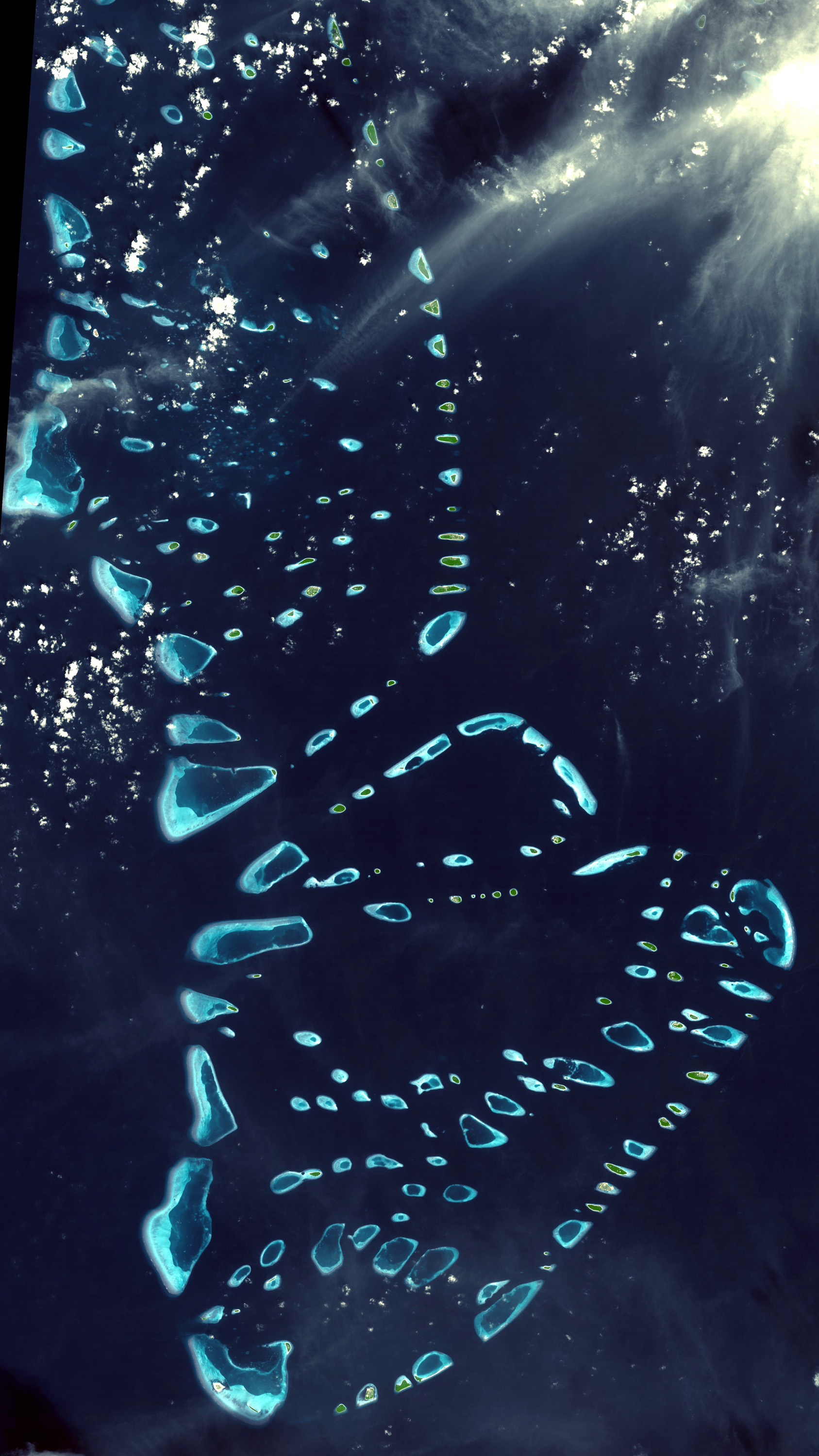
NASAによるモルディブの衛星画像

モルディブ共和国（モルディブきょうわこく、ディベヒ語: ދިވެހިރާއްޖޭގެ ޖުމްހޫރިއްޔާ, Dhivehi Raa'jeyge Jumhooriyya、英語: Republic of Maldives）、通称モルディブは、インド洋上のモルディブ諸島を領土とする島国。インドとスリランカの南西に点在する1,192の島から構成される。いずれも小さな島や環礁であり、国土面積の合計は298平方キロメートル。首都はマレ。人口は約51万人。タックス・ヘイブンであり、人口のうち外国人が13万人以上を占める。

## 国名
正式名称はދިވެހިރާއްޖޭގެ ޖުމްހޫރިއްޔާ（Dhivehi Raajjeyge Jumhooriyyaa、ディヴェヒ・ラーッジェーゲ・ジュムフーリッヤー）。通称、ދިވެހިރާއްޖެ（Dhivehi Raajje、ディベヒ・ラージェ、ディヴェヒ・ラーッジェ）。
公式の英語表記は Republic of Maldives（リパブリック・オブ・モールディーヴズ）。通称、Maldives。
日本語表記はモルディブ共和国。通称はモルディブ、もしくはモルジブとも。
ディベヒ語名の「Raajjeyge」とは、島を意味する「rah」の複数形「Raajje」に所有格を表す接尾辞「ge」がついたもの。「Jumhooriyyaa」は共和国の意。「Dhivehi」は「島に住む人」の意。
英語名の「Maldives」はサンスクリットで「島々の花輪」を意味する「Malodheep（マローディープ。マーラー（mālā、माला。「輪」）+ドウィーパーハ（dvīpāḥ、द्वीपाः。「島々」））に由来するとされる。これはモルディブの珊瑚礁の島々が輪を描くように並んで浮かんでいる様子を花輪にたとえたものである。

## 歴史
約2000年前、インド亜大陸南部やセイロン島から移住してきた人々が暮らし始めた。当初は仏教徒が多かったが、中東に興ったイスラム教がインド洋沿岸各地にも布教され、1153年にイスラム教へ改宗し、以降スルターンにより統治されるようになった。イスラム世界の大旅行家イブン・バットゥータが1343年から翌年にかけて滞在し、政府高官として10ヶ月間勤務した。
大航海時代に入ると、アフリカ大陸南端を回ってヨーロッパ（欧州）諸国がインド洋に勢力を拡大。1558年から1573年にかけてポルトガルがマーレを占拠。1645年から1796年はオランダの保護国となった。
欧州列強のうち、イギリスはインド洋沿岸各地に植民地を拡大（大英帝国）。モルディブも1887年に保護国として、イギリス領セイロンを通じて統治下した。
1932年、最初の憲法が起草され、スルターン位が世襲制から選挙制に移行した。
第二次世界大戦では、モルディブ南端のアッドゥ環礁がイギリス海軍の基地として使われた。
戦後、大英帝国の植民地は相次ぎ独立した。モルディブでは1953年に君主制が廃止され、共和制に移行。アミン・ディディが初代大統領に就任したが、一年も経たずに政権崩壊。王政復古により、ムハンマド・ファリド・ディディが第94代スルターンに選ばれた。
1959年には、アッドゥ環礁など南部にてアドゥアン人民共和国（後にスバディバ連合共和国に改称）が独立を宣言し、1963年まで存続した。
1965年7月26日、スルターンを元首とするモルディブ・スルターン国として独立。
1968年11月11日には、国民投票で世襲君主制を廃止して、共和制に移行した。
1978年11月11日、ナシル初代大統領に代わりマウムーン・アブドゥル・ガユームが第2代大統領に就任。
1982年7月9日、イギリス連邦に加盟した。2016年10月13日に離脱し、2020年2月1日に再加盟した。
1988年11月3日、国内実業家の雇ったタミル・イーラム人民解放機構 (PLOTE) の傭兵部隊によるクーデターが勃発（1988年モルディブクーデター）。当時モルディブは軍を保有していなかったため、同日夜に輸送機によりインド軍が投入されて傭兵部隊は鎮圧された。
2004年、長期政権となっていたガユーム大統領と野党勢力の対立が続き、政治犯釈放を求めるデモが拡大し、非常事態宣言が出される。以後、政治の民主化改革が行われる。
同年12月26日、スマトラ島沖地震による津波の襲来を受け82名が死亡するなどの被害を受けた。
2007年9月29日、首都マーレで爆弾テロと見られる爆発があり、日本人2人を含む外国人観光客12人が負傷した。
2008年1月8日、北部のホアラフシ島で大統領暗殺未遂事件があり、15歳のボーイスカウトの少年が犯人を制止し、少年は腕を負傷した。
同年10月29日、民主化後初の大統領選挙が行われ、モハメド・ナシードが当選（11月11日就任）。ナシード大統領は2012年2月7日に辞任し、モハメド・ワヒード・ハサン副大統領が、大統領に昇格した。
2013年、大統領選挙により親中派のアブドゥラ・ヤミーン大統領が当選、ナシード前大統領は僅差で落選。ナシード前大統領は2015年2月に反テロ法違反の容疑で逮捕、懲役13年の判決を受ける。
ヤミーンは、中華人民共和国（中国）の資金でインフラ整備を進め、政治では独裁色を強めた。
2015年7月、首都マレにて独立50周年記念式典が行なわれた。
同年9月28日、アブドゥラ・ヤミーン大統領暗殺未遂事件が発生した。
2018年9月23日、野党統一候補のイブラヒム・モハメド・ソリ（ソーリフ）が大統領選挙に勝利。ソリは親インド派で、同年12月17日にはインドを訪問して、14億ドルの融資枠と通貨スワップの提供をとりつけ、前政権の中国依存路線から修正を図った。その後もインドから橋や道路の建設費、2019新型コロナウイルスへの対策費などの支援を受けている。
2023年9月30日の大統領選挙では、モハメド・ムイズが当選し、ソリを破った。ムイズはヤミーン政権の住宅・インフラ担当閣僚やマレ市長を務め、汚職などの疑いで禁錮刑判決を受けて大統領選挙に出馬できなかったヤミーンの「代役」とする見方もある。選挙戦では、インドが海洋監視や捜索救難のため航空機を貸与していることに伴う70人程度のインド軍駐留解消を掲げ、11月17日の大統領就任式典では「主権と独立を保つため、いかなる外国の部隊の駐留も許さない」と語り、翌日には式典に出席したインド政府のリジュジュ地球科学相にインド軍撤収を正式に要請した。
2024年4月22日、モルディブの議会選挙で、ムイズ大統領率いる人民国民会議（PNC）が圧勝、従来の親インド路線から親中になるとみられる。

## 国際関係
イギリス連邦に加盟している一方で、非同盟・中立政策を掲げ、各国との友好に努めている。
だがインド洋の中央部という地政学的に重要な位置にあるため、北隣の大国であるインドのほか、インド洋進出を図る中国（「真珠の首飾り戦略」「一帯一路」参照）、西側諸国に重視されている。上記の「歴史」節と、「政治」「軍事」節で後述するように安全保障や国内政局、経済も諸外国、特に中印の影響を強く受ける。
近海の監視や救急搬送を担う航空機やヘリコプターを運用するため、国内に約70人のインド軍兵士が駐留しているとされる。2023年11月に就任した親中国派のムイズ大統領は、就任演説で「主権と独立を保つため、いかなる外国の部隊も駐留させない」と訴え、撤退を要請した。2024年5月にインド軍関係者全員が撤退した。

### ロシアへの半導体供給
2022年ロシアのウクライナ侵攻開始後、モルディブが対ロシア経済制裁の回避ルートとして使われており、ロシアにおける米国製半導体の輸入額はモルディブからが約75億円と香港を含む中国やトルコに次いで大きく、取引件数は2番目に多かったとの報道がなされた。

### 日本との関係
モルディブは独立の2年後、1967年に日本との国交を樹立している。その後長らく在スリランカ日本国大使館が在モルディブ日本国大使館としての業務を兼轄していたが、2016年にマーレに在モルディブ日本国大使館が開設され、同年7月には常駐としては初の在モルディブ日本国大使が着任した。一方、駐日モルディブ大使館は2007年に開設された。
1987年にはサイクロンによる高波でマーレの首都機能が麻痺したことから日本政府に緊急援助・災害対策支援の要請があり、これを受けて1987年から2002年までの15年間に計5回（1987年-1989年にかけて緊急事業としてマーレ島南部、1994年からは第1次：西岸、第2次：東岸、第3次：南岸、第4次：北岸）に分けて約75億円をかけてODAによる護岸堤建設が行われた。完成後の2004年にはスマトラ島沖地震による津波が襲来してマーレの約2/3が冠水したが、津波による死者は出なかった。
一方、2011年3月11日の東日本大震災に際しては、救援物資としてモルディブ政府からツナ缶8万6400個、市民が持ち寄った義援金700万ルフィア（約4,600万円）とツナ缶約60万個が送られている。市民が持ち寄った缶詰は、缶切りなしで開けられるよう同国内の加工業者がいったん引き取ってプルトップ缶に詰め替えた上で日本に送られた。

## 軍事
モルディブは長く軍事力を保有していなかったが、1558年にポルトガルに占領された後、抵抗軍が組織され、1573年には独力でポルトガル軍の撃退に成功した。以降、17世紀中盤の数度のポルトガルによる再攻撃もすべて撃退し、19世紀後半には近代軍に移行したが、20世紀中盤以降は治安部隊（国家保安隊）に縮小されていた。
その後、国家保安隊が警察機能を兼任していたため、一国における単一組織の権限が大き過ぎることが懸念されるようになり、また1988年に同国の実業家が傭兵を使ってクーデター未遂事件を起こしたこともあって、2006年に警察機能を分離してモルディブ国防軍として再編成された。なお、全方位外交を旨としていることから、安全保障条約なども締結していないが、諸外国軍との共同訓練などの軍事交流はある。

## 政治

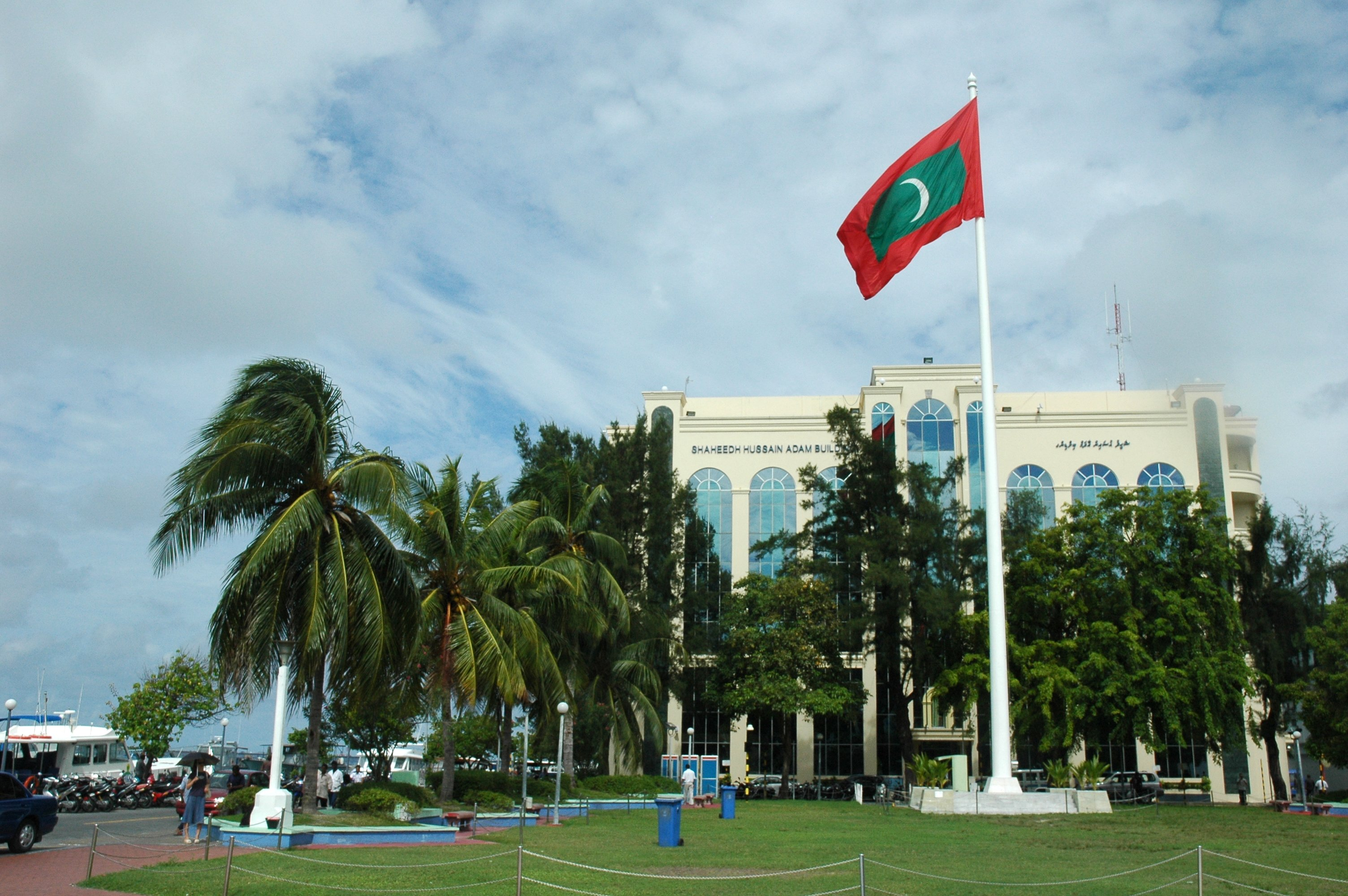
マレの独立広場

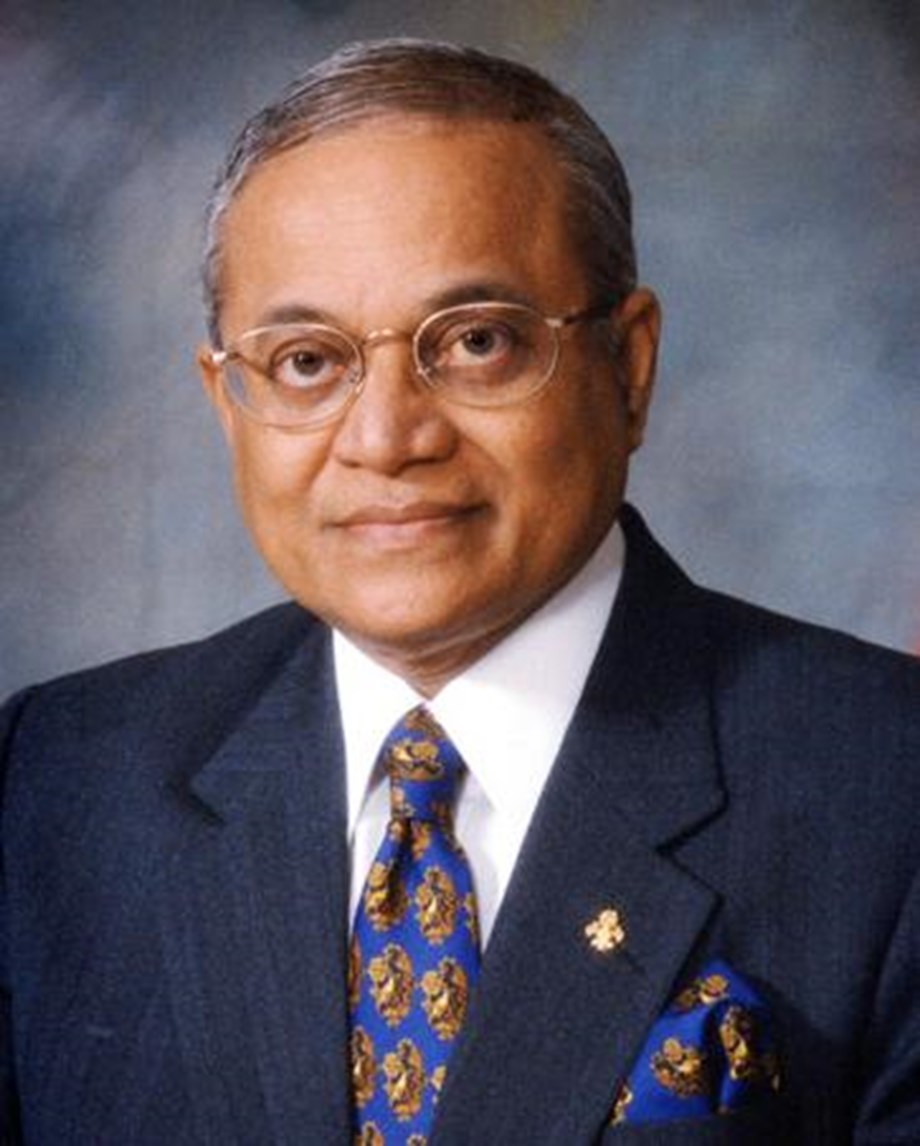
マウムーン・アブドル・ガユーム（1978-2008年）

国家元首は大統領で、任期は5年。行政府の長を兼ねており、首相は1975年以来空席となっている。議会が候補者を選出し国民が信任投票を行う。2003年10月の選挙ではガユーム大統領の続投（6期目）が決まった。
議会は一院制で「マジュリス（Majlis、国民議会）」と呼ばれる。全85議席で、任期は5年。
伝統的に政治的集団を結成する習慣が無かったため政党は存在しなかったが、アジア最長と呼ばれるガユーム政権の打倒のために2003年11月10日にモルディブ民主党（MDP）が結成された。これを契機にガユーム大統領が新党モルディブ人民党（DRP）を結成。その他にもモルディブ進歩党（PPM）や共和党といった中堅政党、更にはイスラム民主党や正義党といった小政党が続々と結成され、徐々に政党政治へと移行しつつある（政党の一覧は「モルディブの政党」を参照）。
2008年8月7日には基本的人権や言論の自由、複数政党制などを初めてうたった新憲法が制定された。そして10月8日、複数政党制の下での初めての大統領選挙が行われたが、過半数を得票した候補がおらず、1位のガユーム大統領と2位のモルディブ民主党のナシード元総裁で決選投票が行われることになった。10月29日に決選投票の結果が発表され、ナシードが当選した。また、2009年には国民議会議員選挙も行われ、モルディブ民主党が第1党となった。
2013年の大統領選挙では、前年に大統領を辞任したナシードがアブドゥラ・ヤミーンと争った。選挙はナシードが勝利するが最高裁判所の判断で選挙結果は無効とされ、再度行われた投票+では51.3%を獲得し、ヤミーンがナシードを破り大統領に当選した。ヤミーン就任直後からナシードやガユームなど野党有力者を相次いで逮捕するなど、強権的な手法で反対派を押さえ込んでいる。
ヤミーンは、歴代政権が採ってきた親インド政策から距離を置き、中国に接近。2015年には二国間で自由貿易協定を締結するなど経済関係を強化した。また、多額の資金供与を引き出してインフラ建設に乗り出した。
2018年2月1日、最高裁判所は政治犯9人の釈放と、議員資格が停止中の野党議員ら12人の復権命令を発令した。しかしこれをヤミーン大統領が拒否し、抗議活動が活発になったため2月5日には15日間の非常事態宣言を発令した。その後、6日に最高裁は命令を撤回した。
2018年9月23日、大統領選挙が行われ、ヤミーンは露骨に介入を行った。しかし、結果としては野党候補のイブラヒム・ソリが当選。24日にヤミーンが結果を受け入れる声明を発表したため、政権交代は平和裡に行われた。

### 地方行政区画

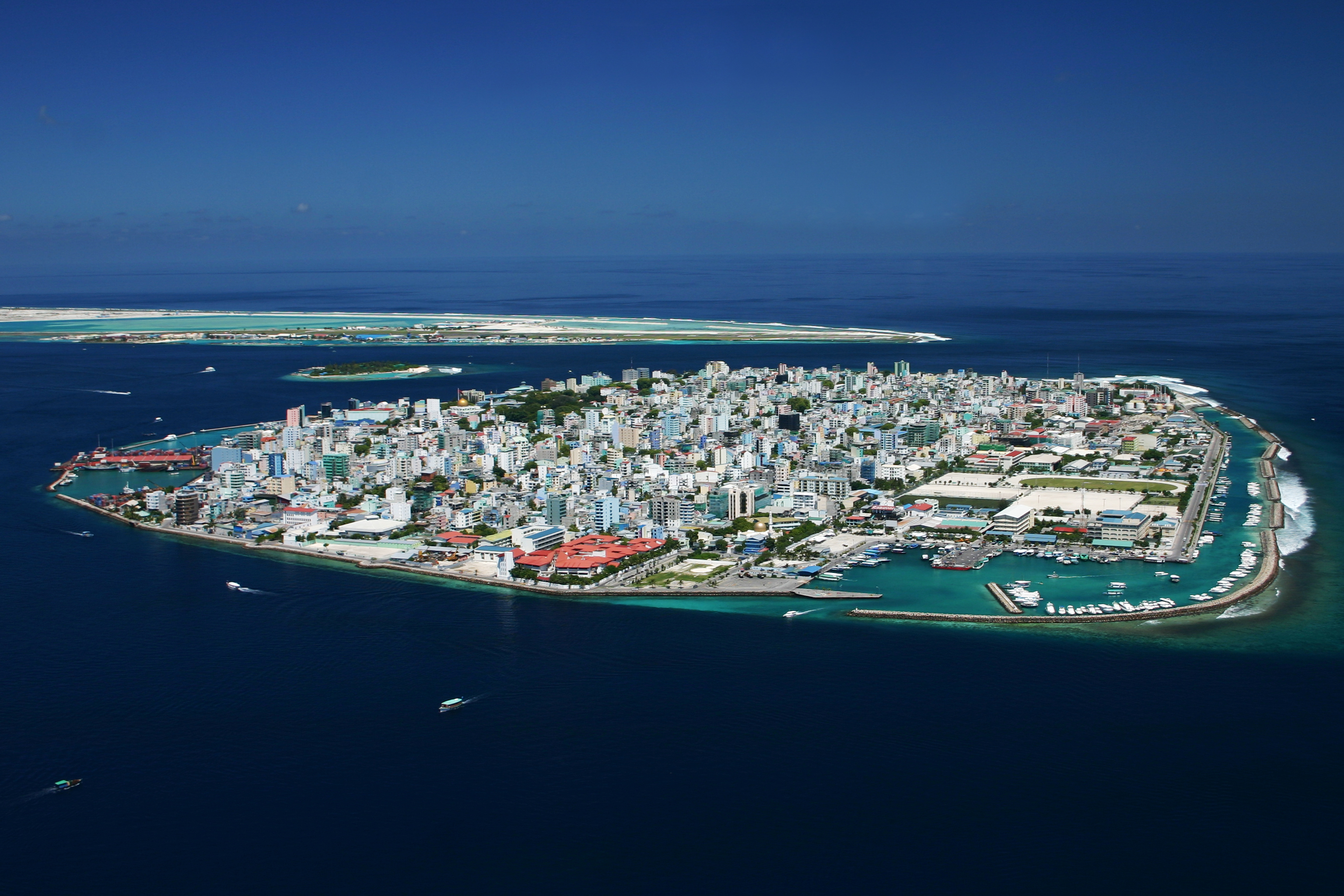
モルディブの首都マーレ

首都マーレと、7つの行政区の下で、20のアトル（atholhu。環礁を意味する英語の「atoll」に由来）に分かれる。これは、26ある自然的意味における環礁を、行政管轄の観点から合一または分割し、20に再編したもの。「環礁区」と日本語に訳されたり、「自然上の環礁」と「行政上の環礁」として両者を区別されたりすることもある。首都マーレは、カーフ環礁の中にあるマーレ島とヴィリンギリ島の2島のみで構成される行政地区である。

## 地理

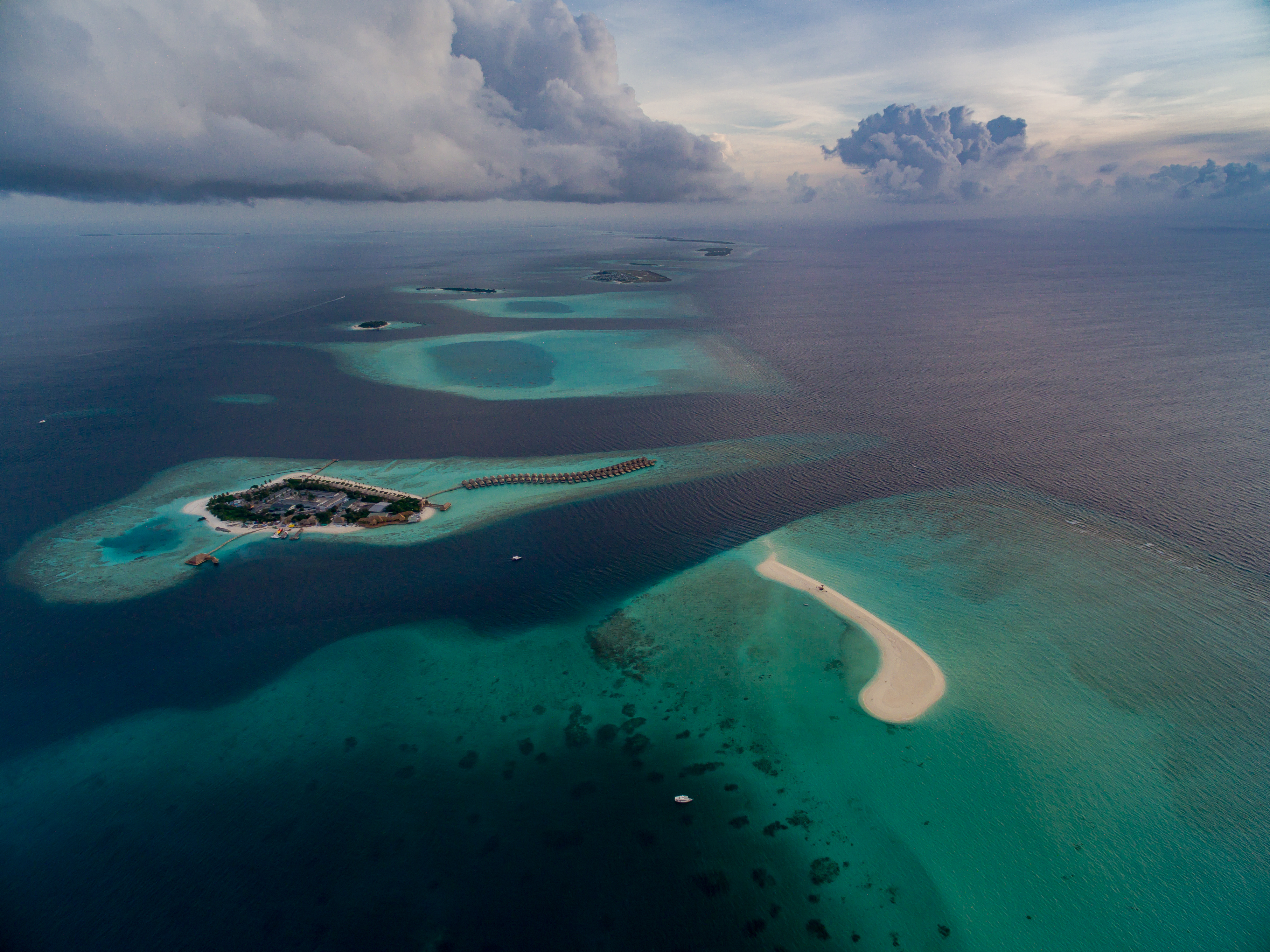
モルディブの環礁

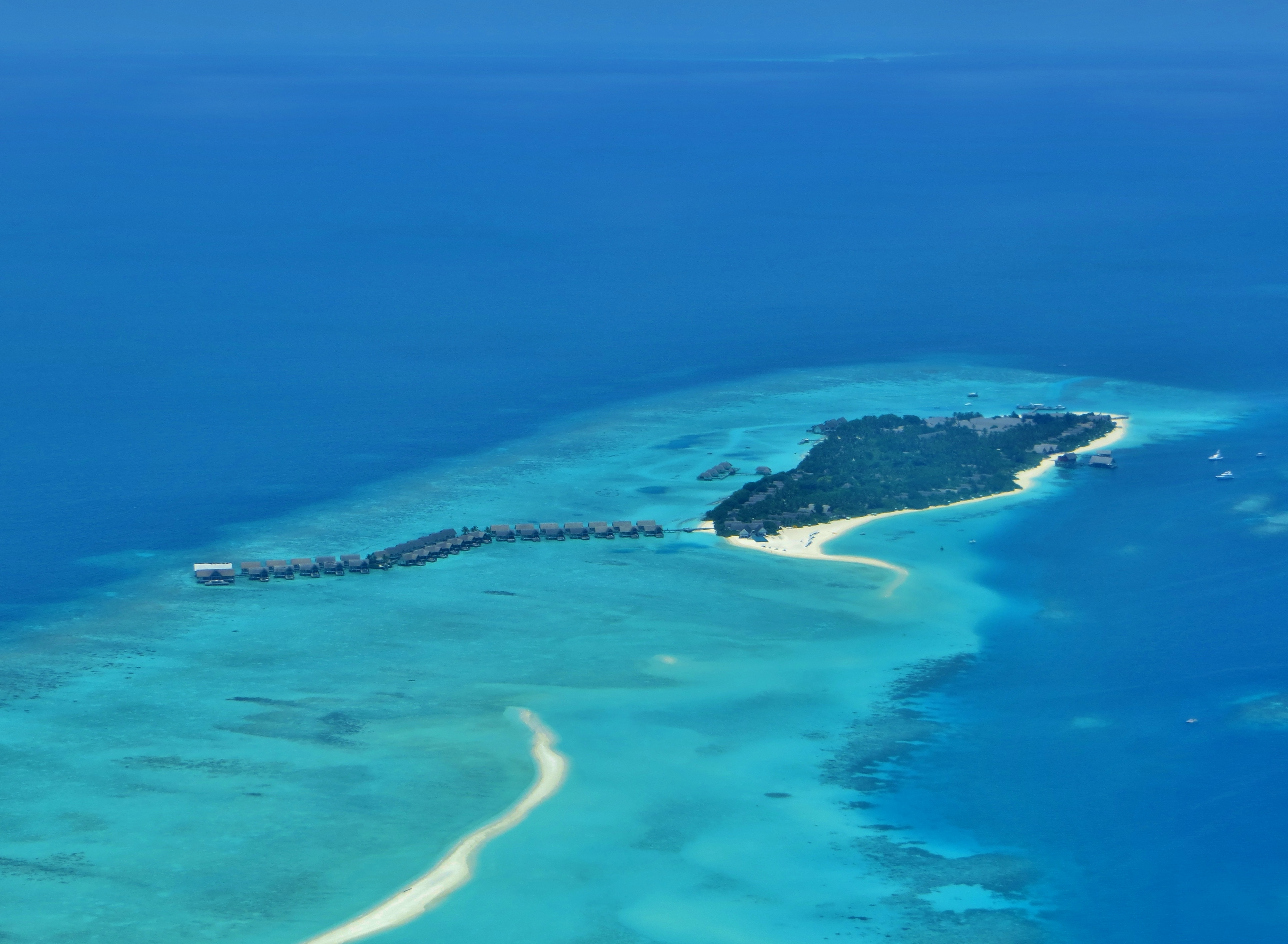
リゾートアイランドの一つ、ランダーギラーヴァルにはフォーシーズンズ リゾートがある（バア環礁）

環礁の形成

スリランカの南西、イギリス領インド洋地域（チャゴス諸島）北側のインド洋に浮かぶ26の環礁、それらを構成する1,192の島々から成り、そのうち有人島は約200。高温多湿の熱帯気候である。
海抜の最高が5メートルという平坦な地形であるため、人為的な地球温暖化に伴う海面上昇とサンゴ礁・マングローブ林の死滅により、国土が消滅する危険にさらされている。海面が1メートル上昇すると国土の80%が失われると言われる。このためナシード大統領（2008年当時）は、モルディブの基幹産業である観光収入の一部を使って海外の土地（インドやスリランカ、オーストラリアなどが想定されている）を購入し、国民が移住できる土地を確保する意向を表明している。
海面上昇の適応策として、国土を盛り土して水没を防ぐ、移住先となる人工島の造成、海上都市の建設など様々なプランが検討されている。実際にフルレ島の北北東に人工島「フルマーレ」の造成が進んでおり、最終的に国民の40%が移住する予定である。

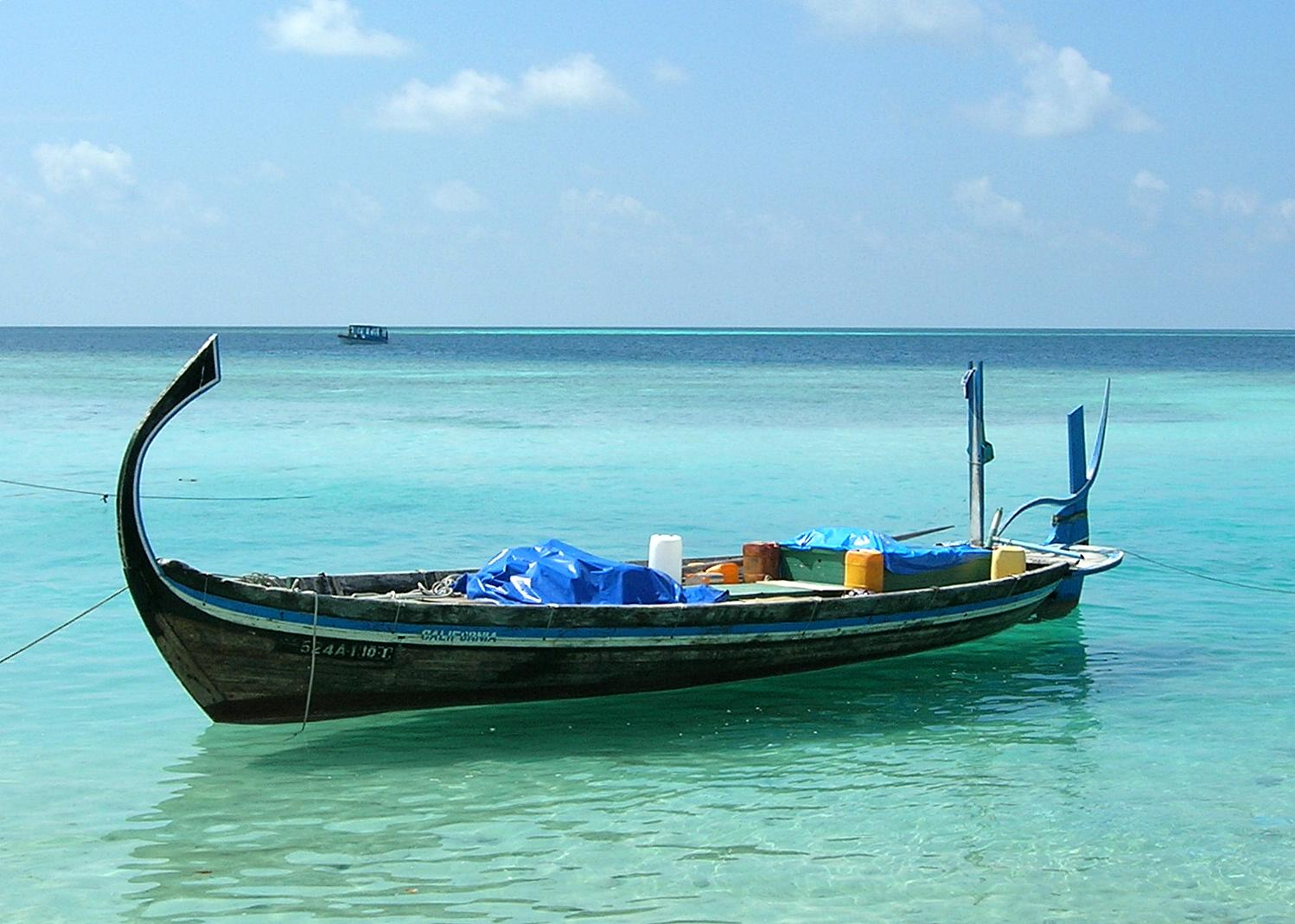
モルディブの海
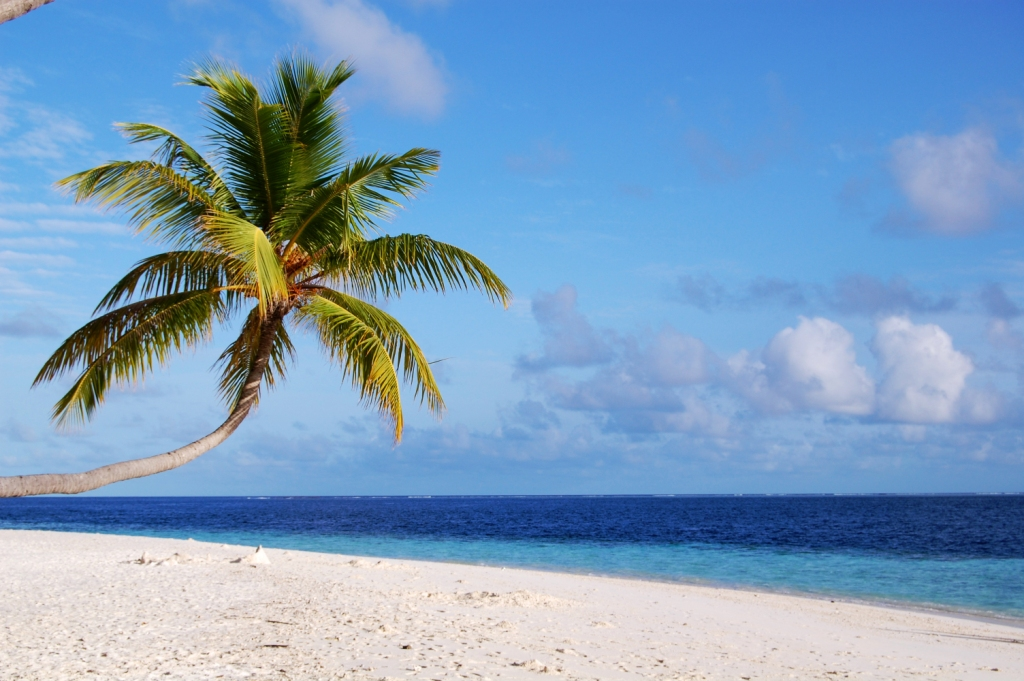
フィハルホヒ島のビーチ
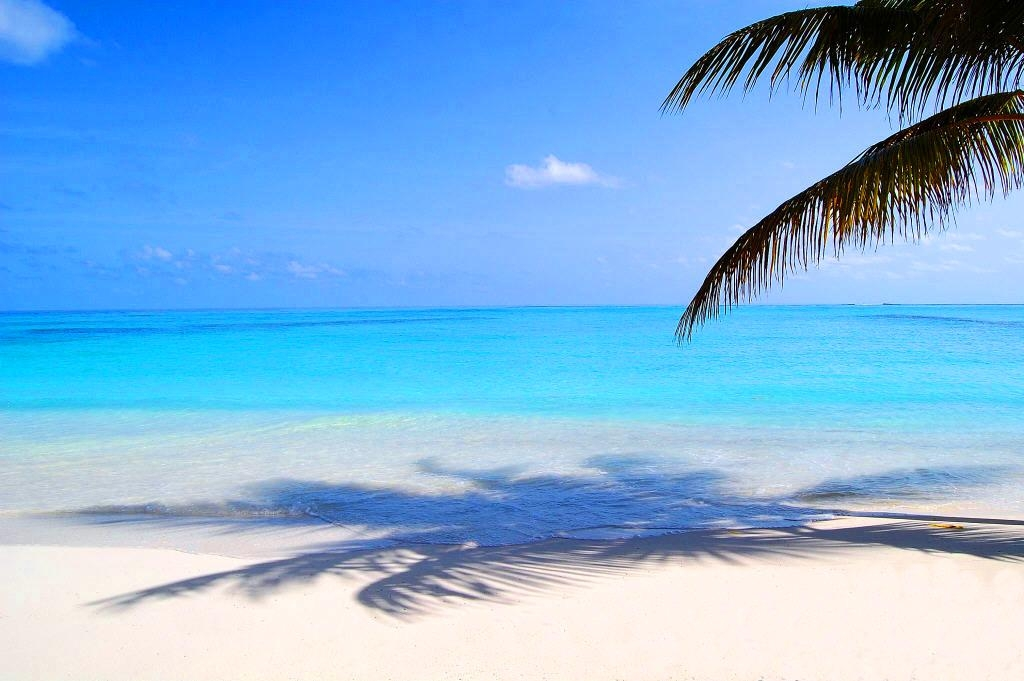
フィハルホヒ島のビーチ
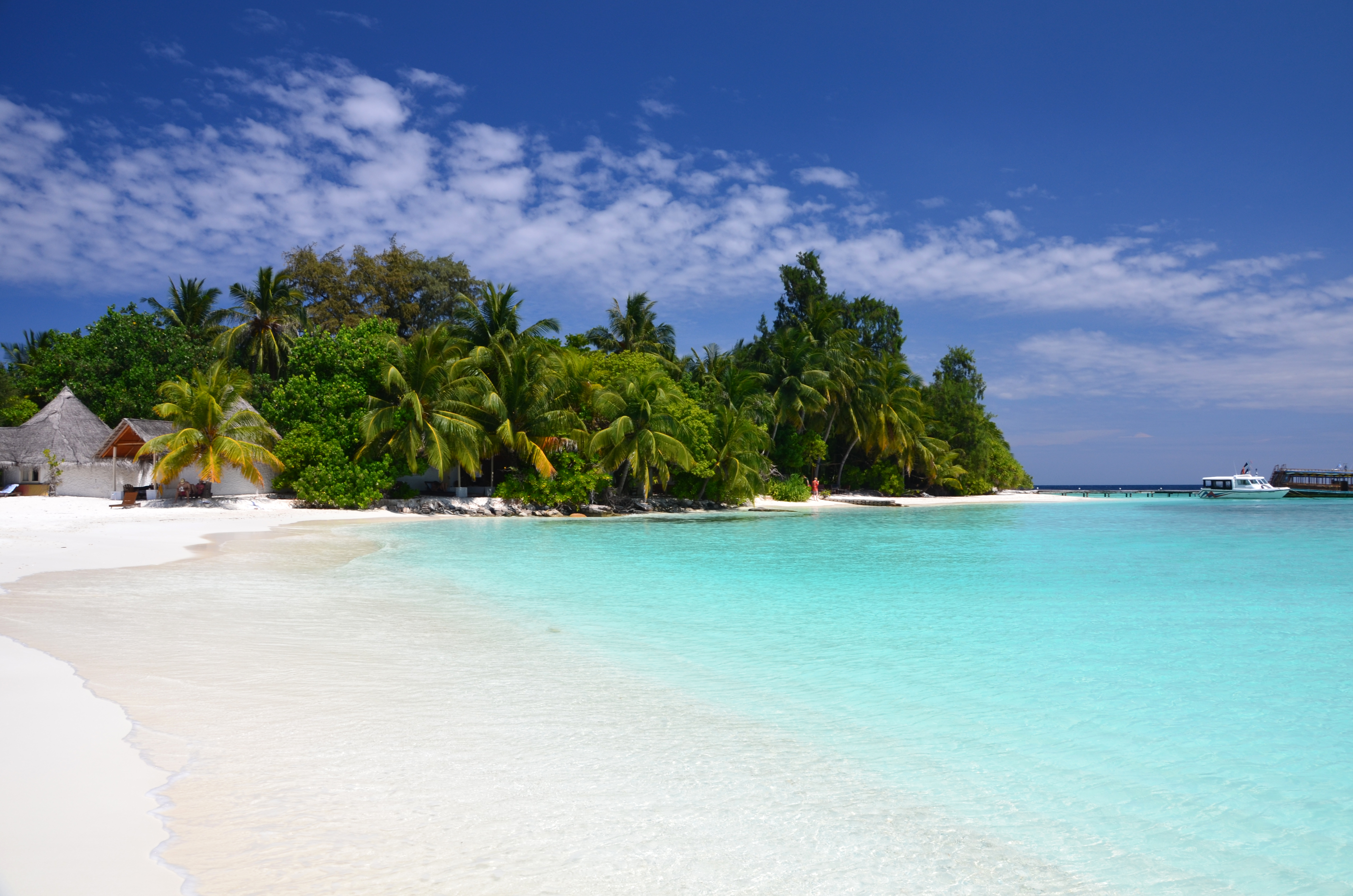
バタラ島

### 野生動物

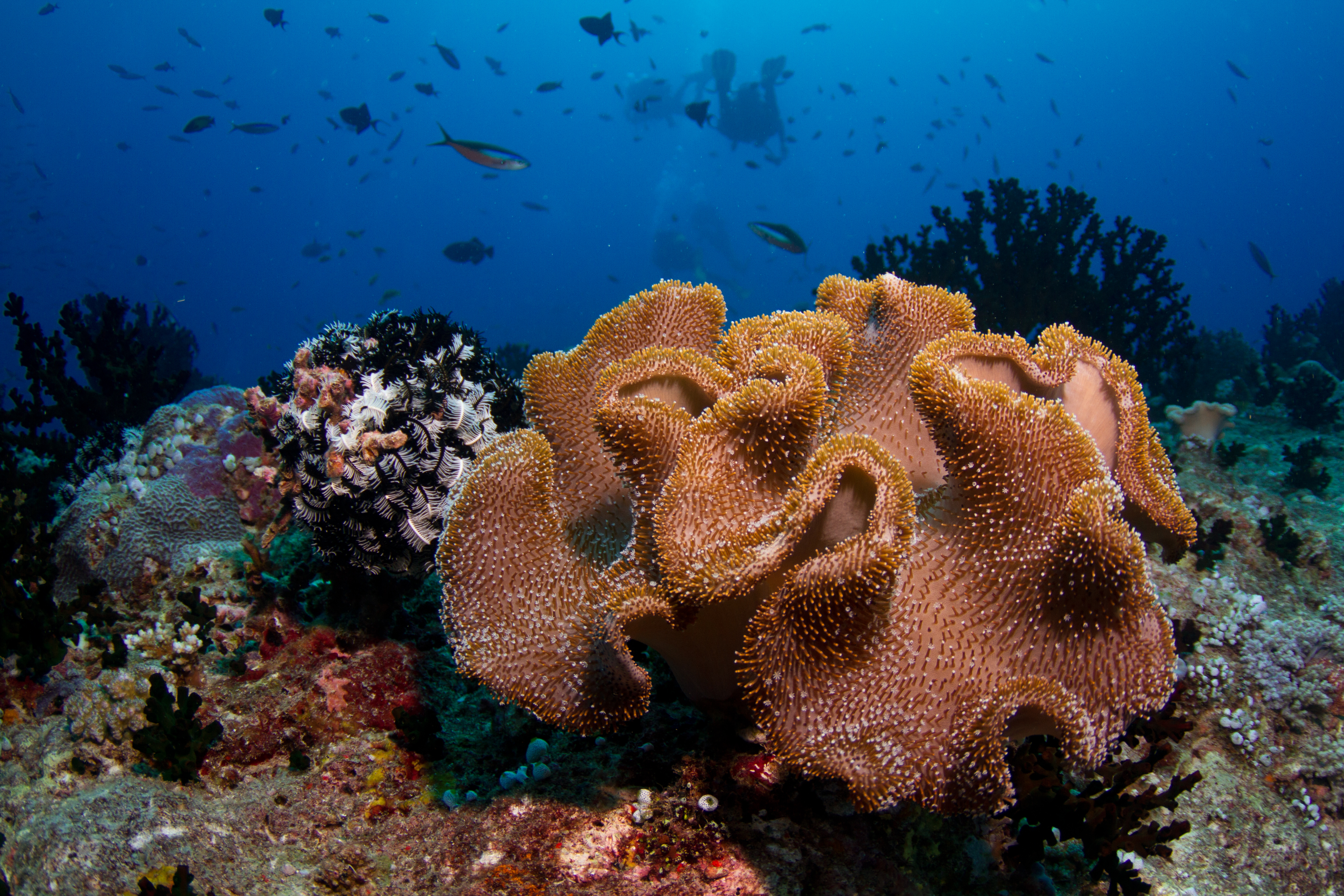
サンゴ
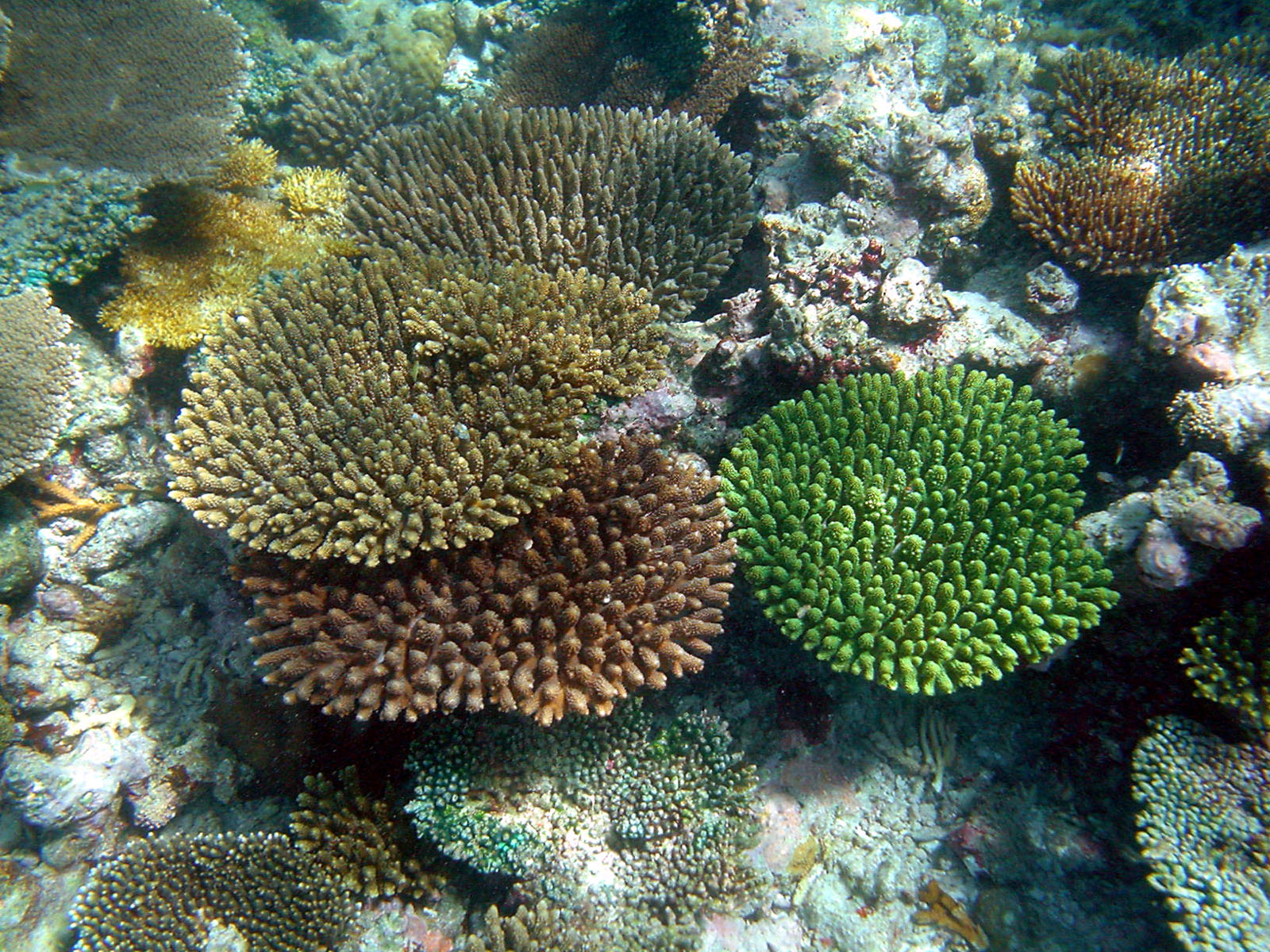
サンゴ
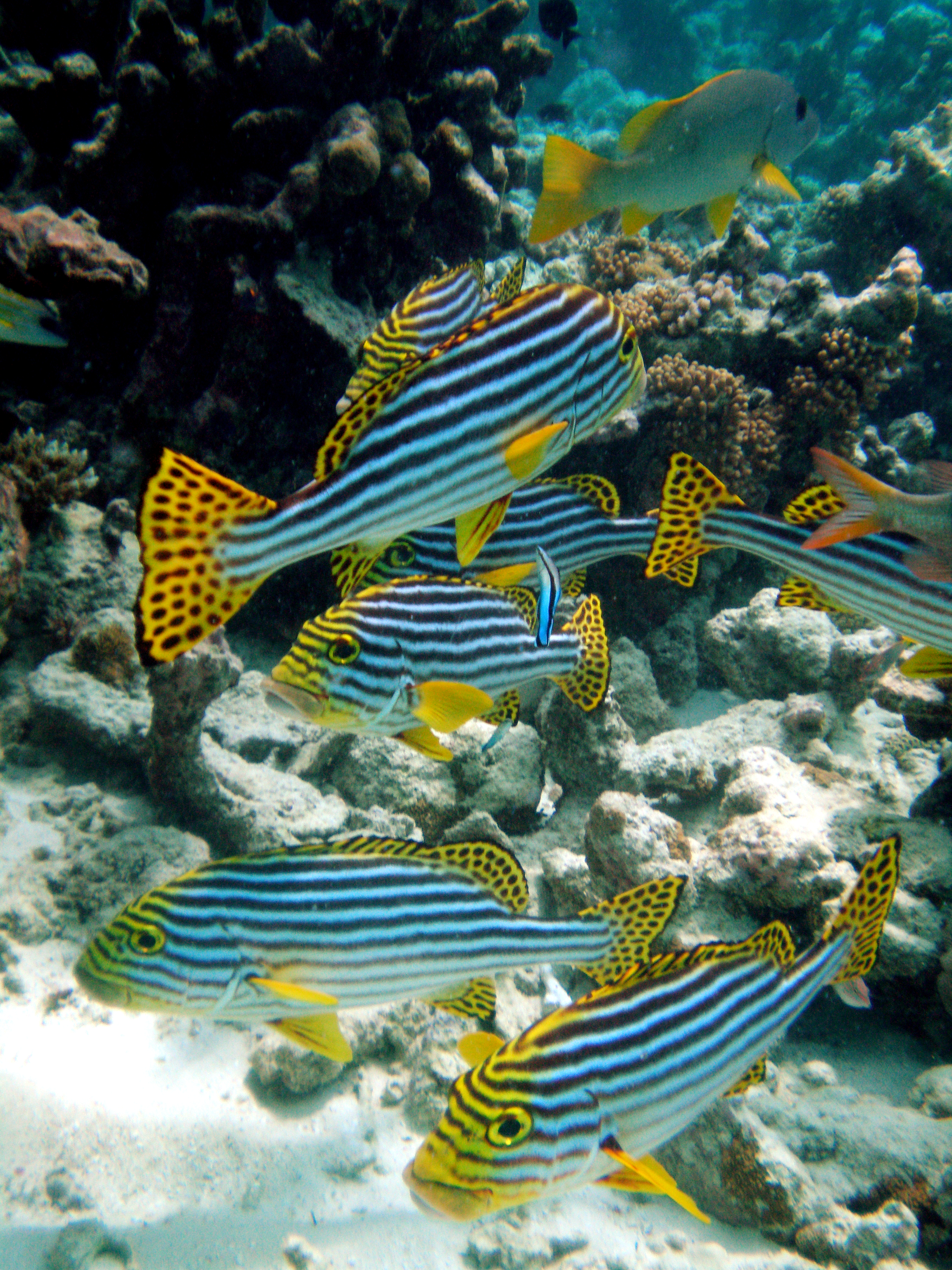
コショウダイの仲間
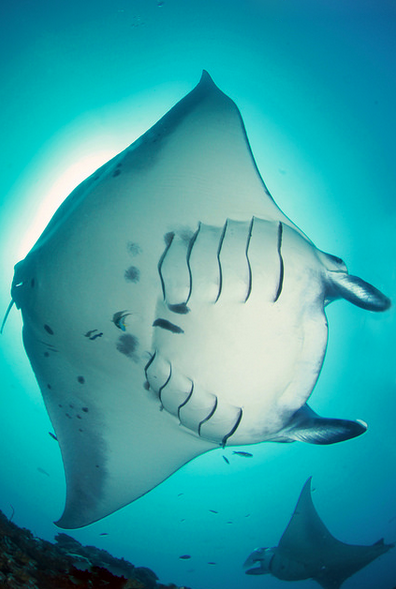
オニイトマキエイ
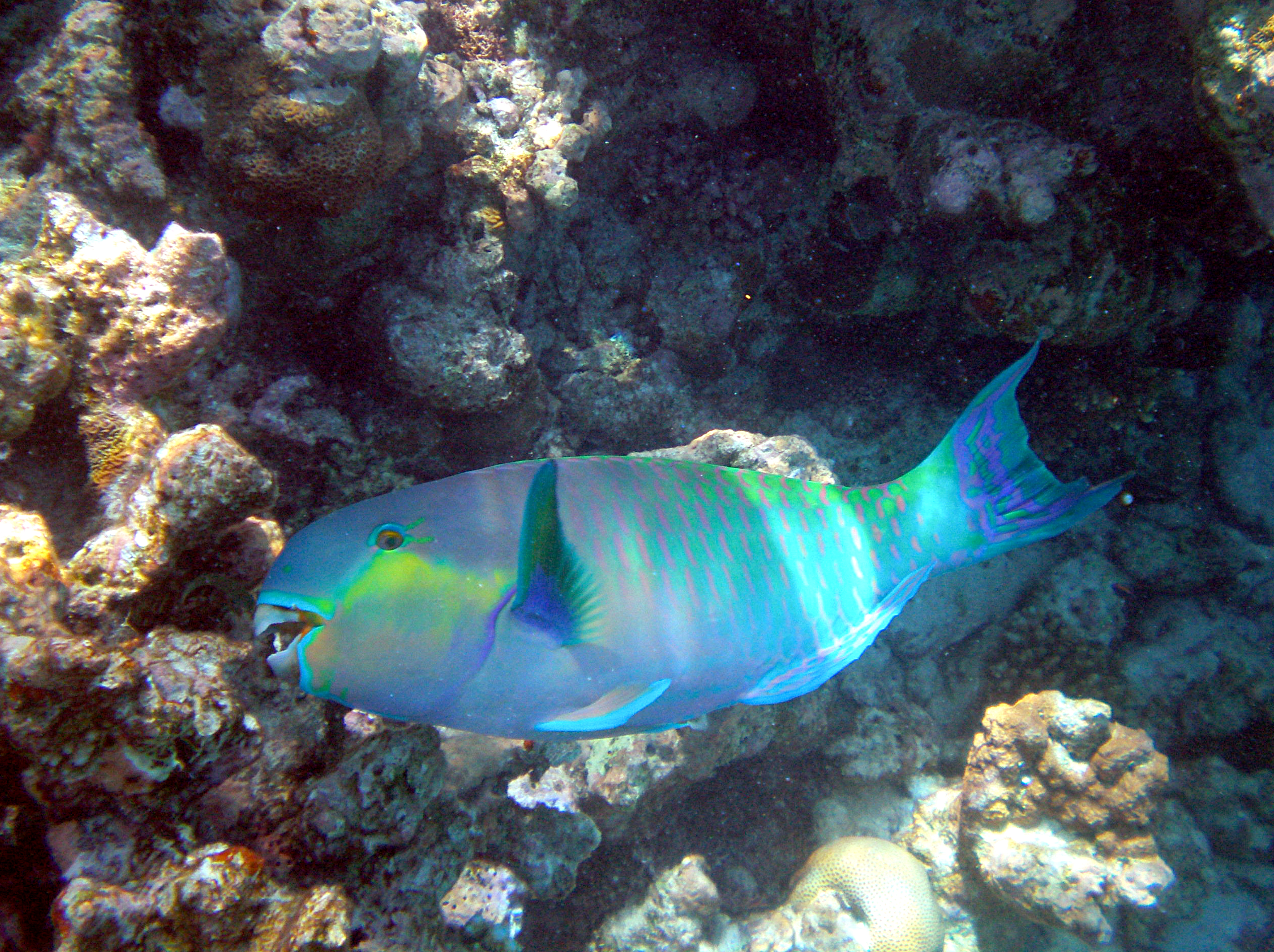
ブダイ科
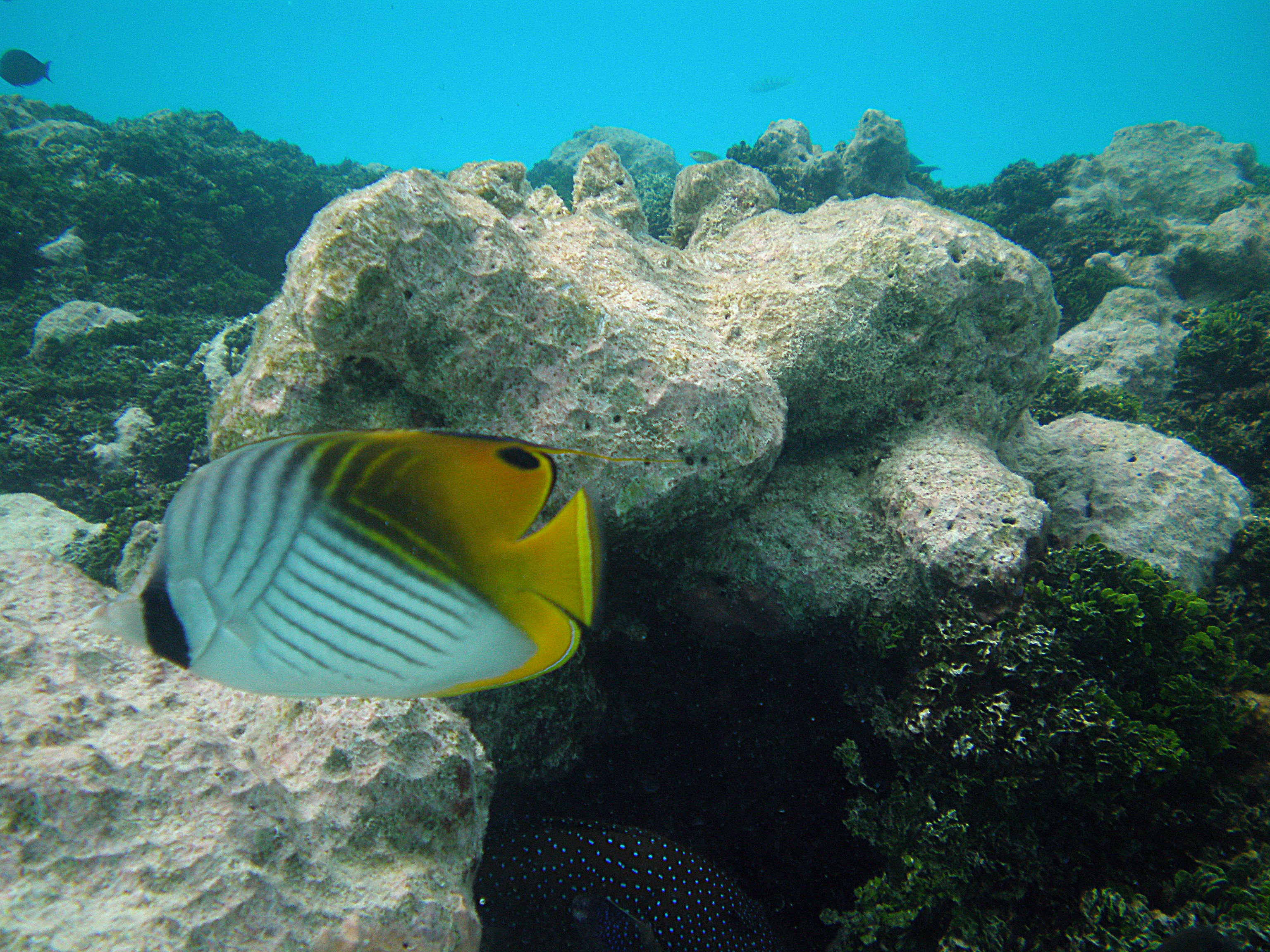
トゲチョウチョウウオ
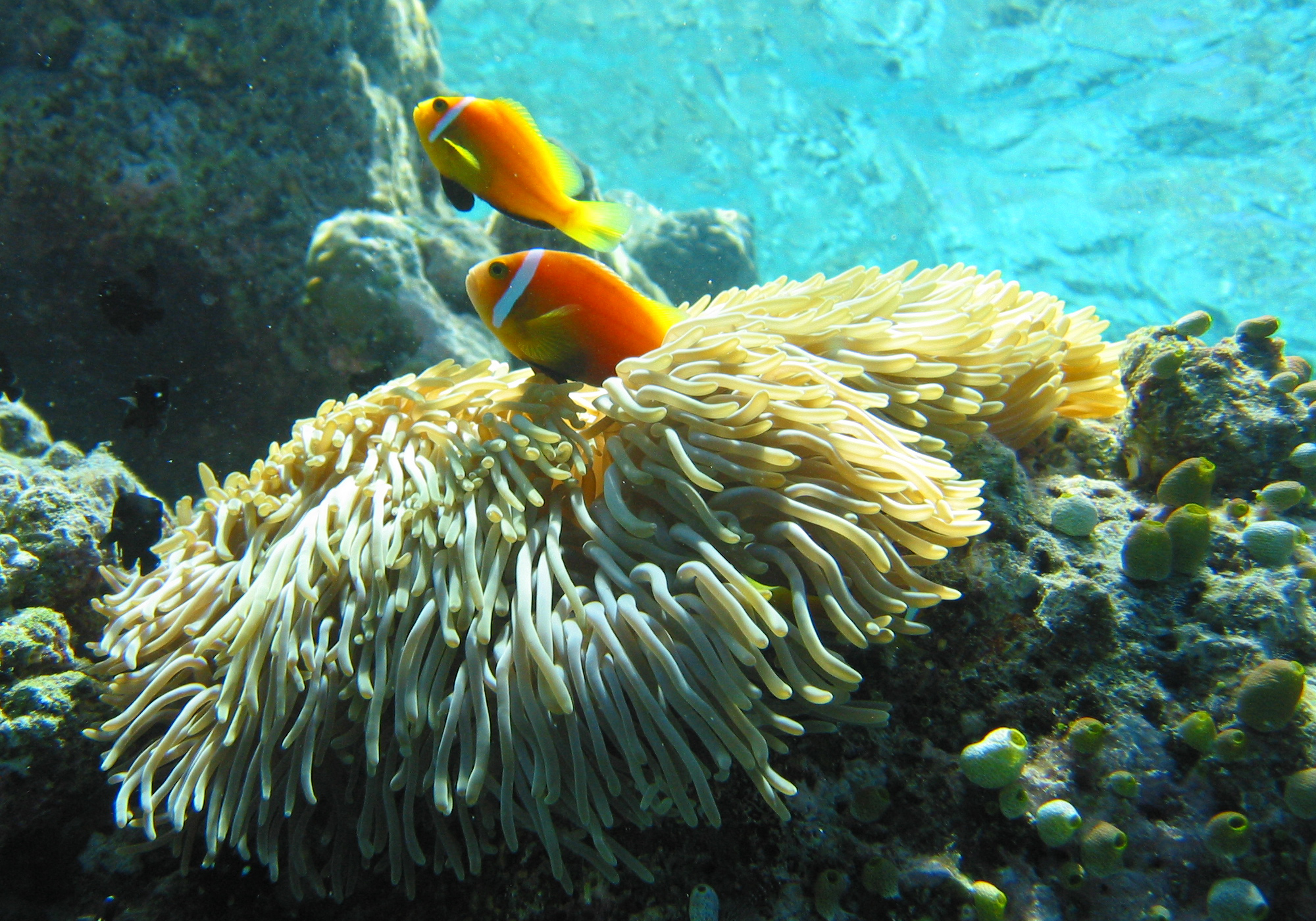
クマノミ亜科
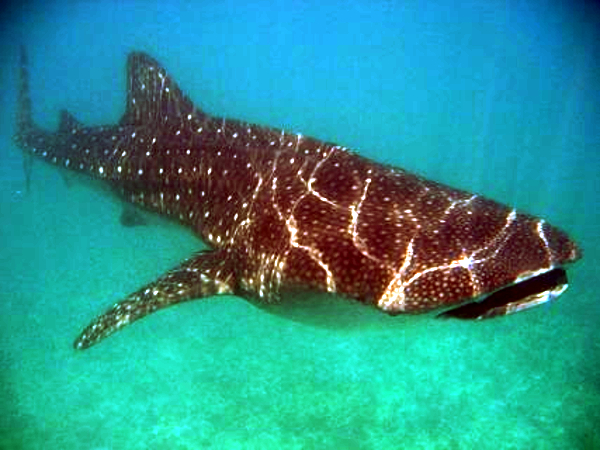
ジンベエザメ
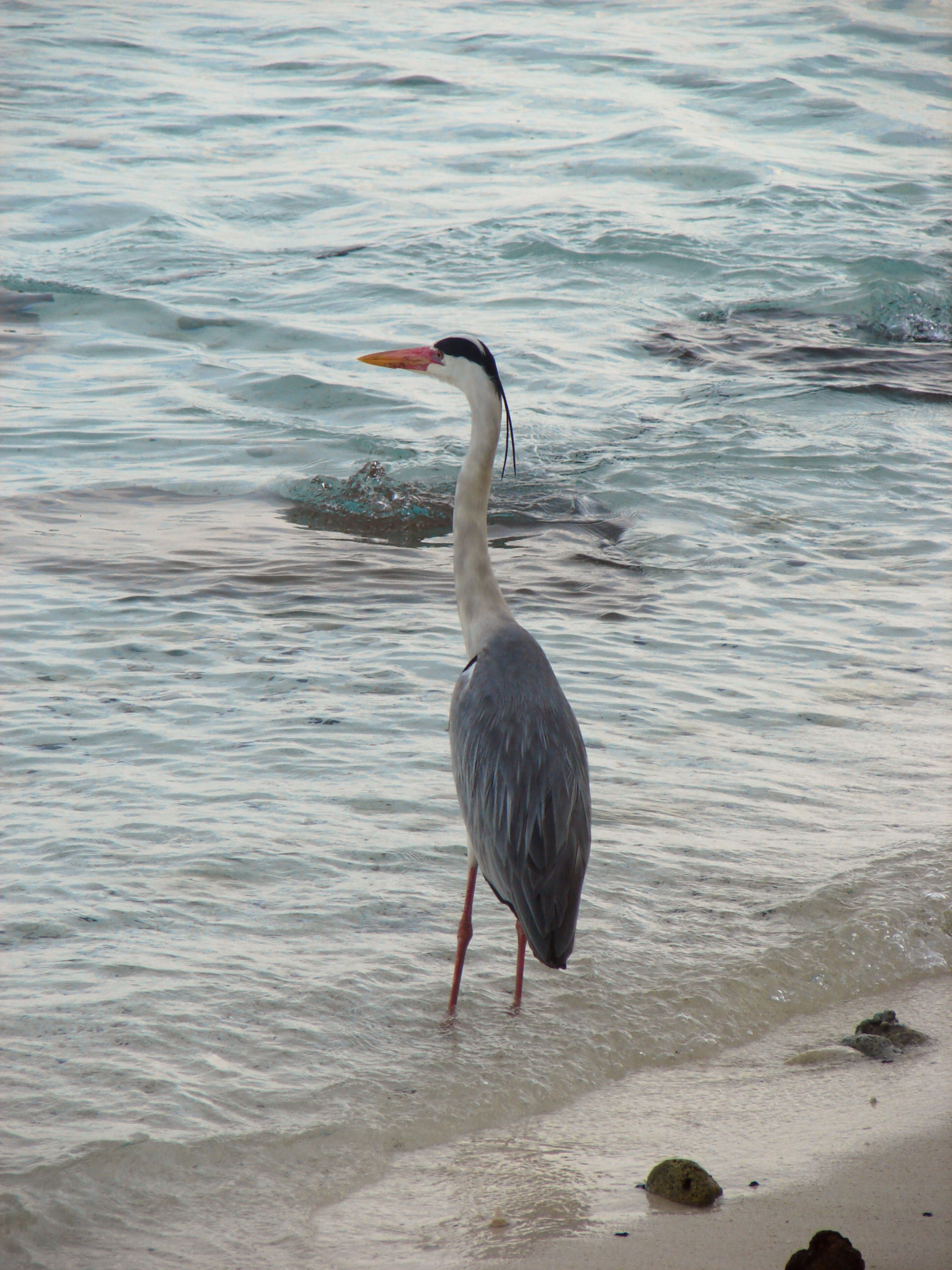
アオサギ
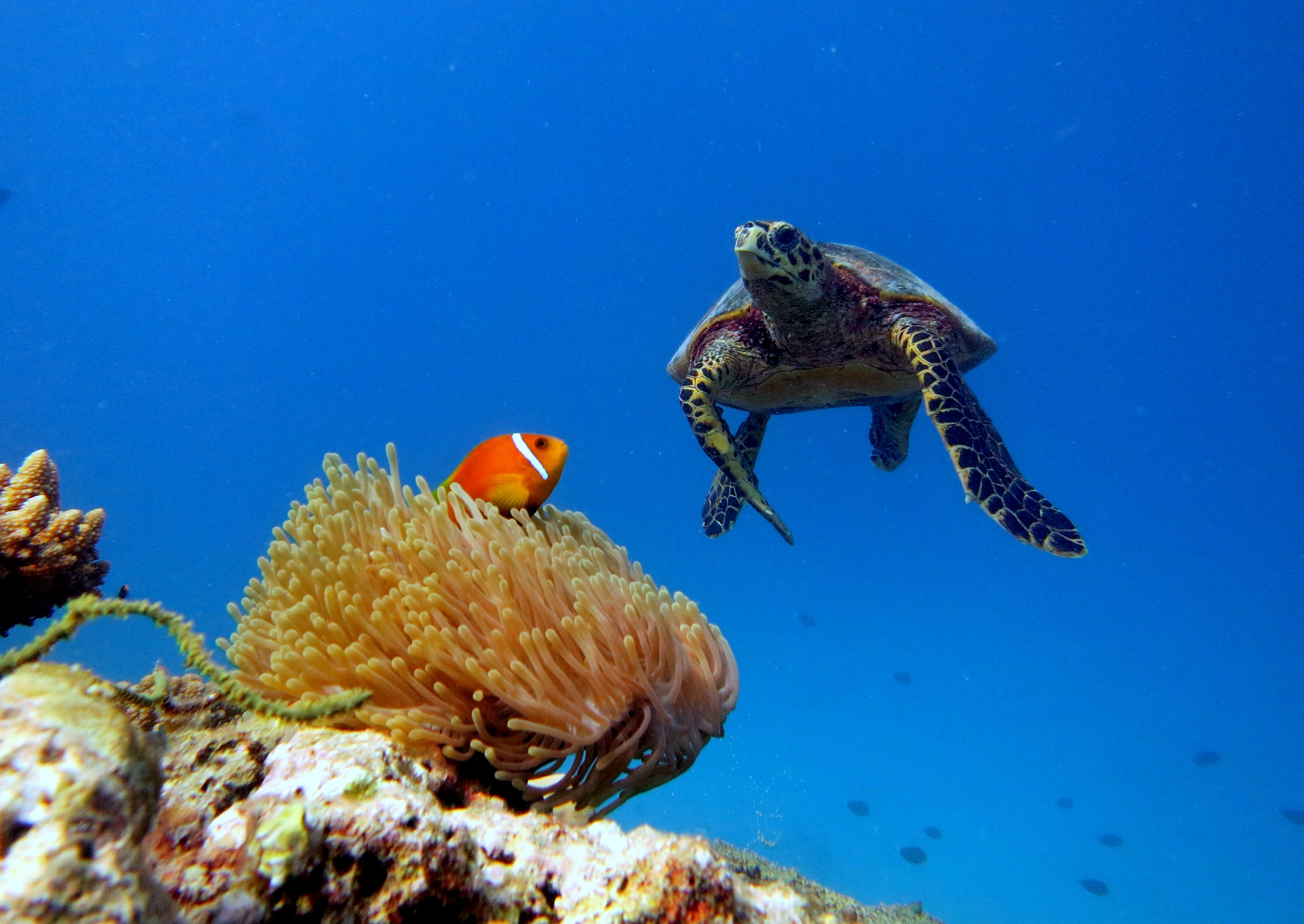
タイマイ（バア環礁にて）

## 経済

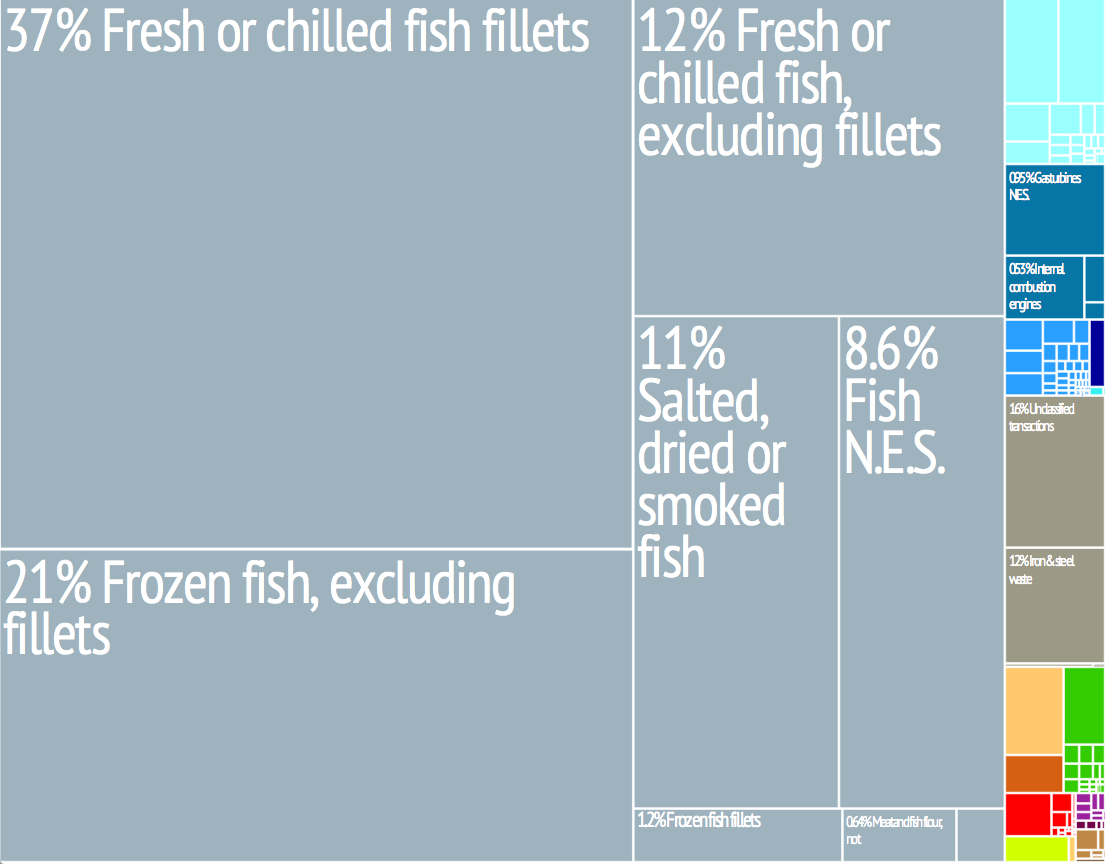
色と面積で示したモルディブの輸出品目。大部分を水産加工品が占めている。

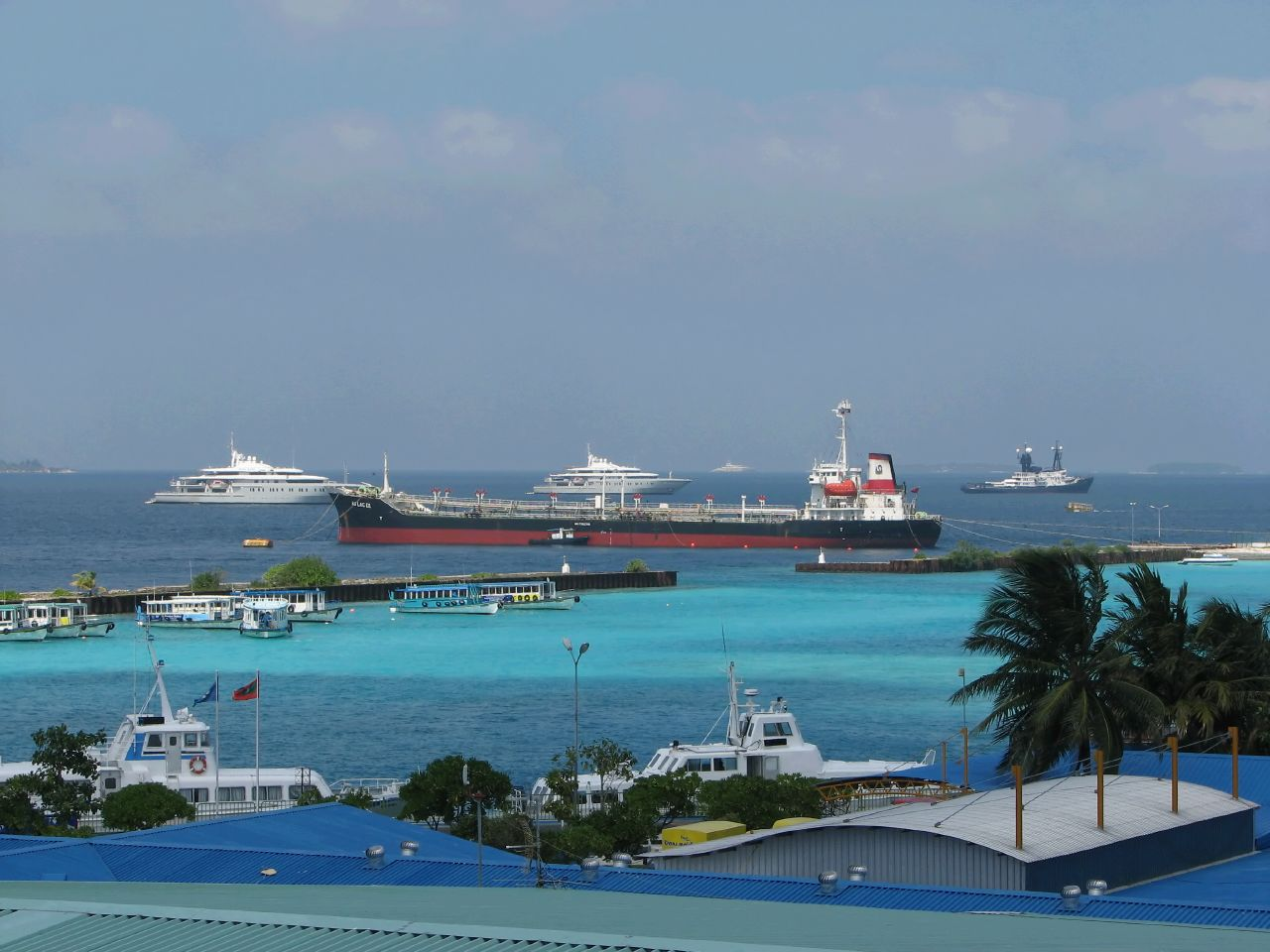
モルディブ港

かつては後発開発途上国（いわゆる最貧国）の一つであった（2011年、経済成長により指定解除）。日本国外務省のウェブサイトによると、2016年のモルディブの名目GDPは42.24億ドル、IMFによる2022年の実質GDPは113.85億ドル。一人当たりの名目GDP15,097ドル（2022年）はロシアやチリに近い値で、南アジアでは最も高い。
主産業は漁業と観光業。観光部門がGDPの約3分の1を占めており、最大の外貨獲得源でもある。リゾート島は85 - 100もあるといわれる。2001年7月、政府は20年間で工業化促進を目指す『2020ビジョン』を発表。各島は、その機能が特定されていることが多く、「空港の島」「ごみの島」「囚人の島」「観光の島」など特化している場合が多い。

### 農業
2005年時点の農業人口は2万7000人。国土の43.3%が耕地となっている。主要作物はココナッツ（1万6000トン、2004年）、バナナ（4000トン）、タロイモ（350トン）。ココナッツはコプラの原料となる商品作物である。一方で、主食となる穀物は輸入している。

### 漁業
約5000隻の漁船を擁し、16万トン（2004年）の漁獲高をあげている。対象はマグロ、次いでカツオである。これらは最大の輸出品目となっている。

### 鉱業
モルディブには鉱物資源がほとんど存在しない。

### 工業
単一の食品工業、すなわちココナッツからのコプラ製造のみが確立している。2005年時点のコプラの生産量は2,295トンであった。

### 観光

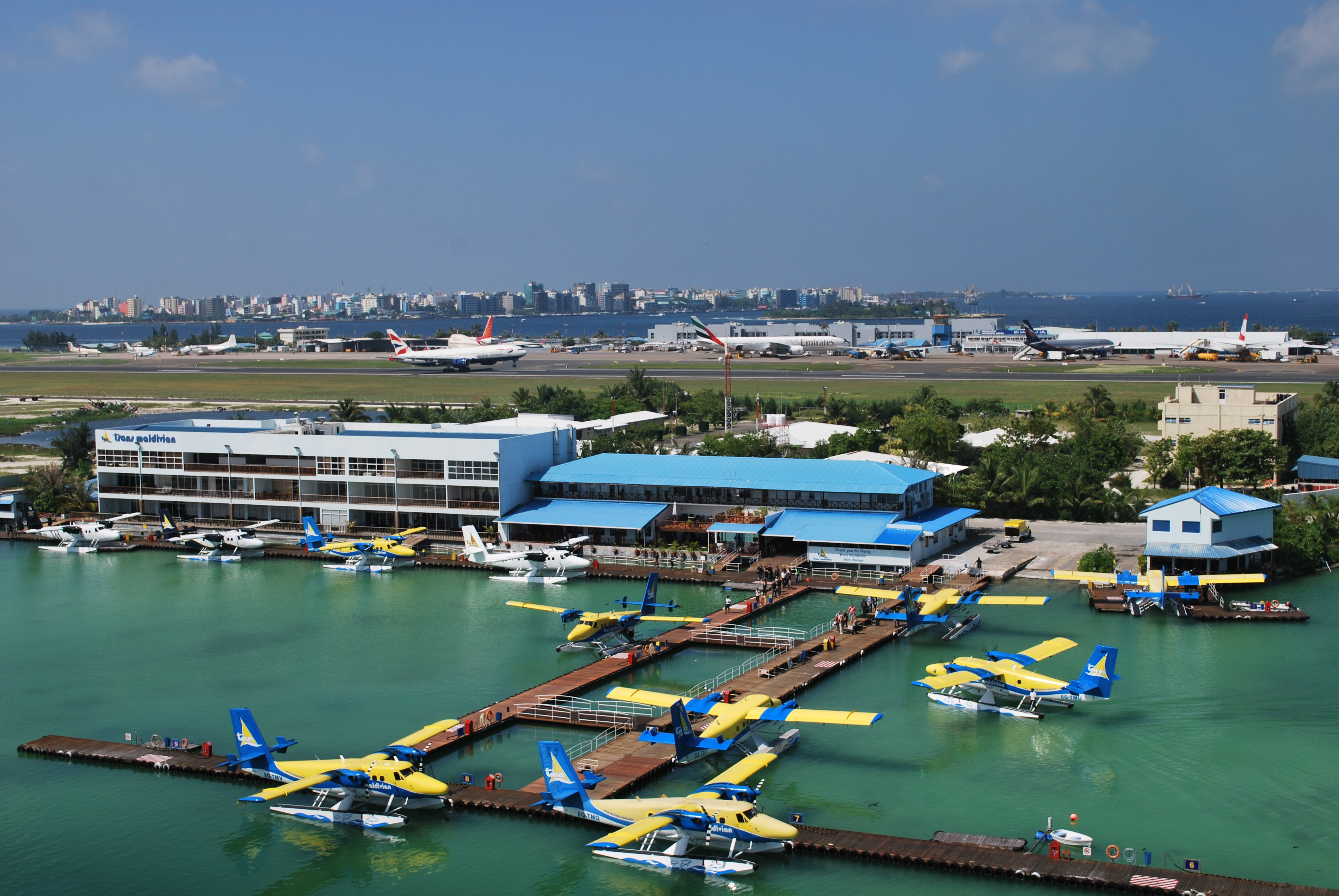
ヴェラナ国際空港に隣接するトランスモリディヴィアン航空のターミナル

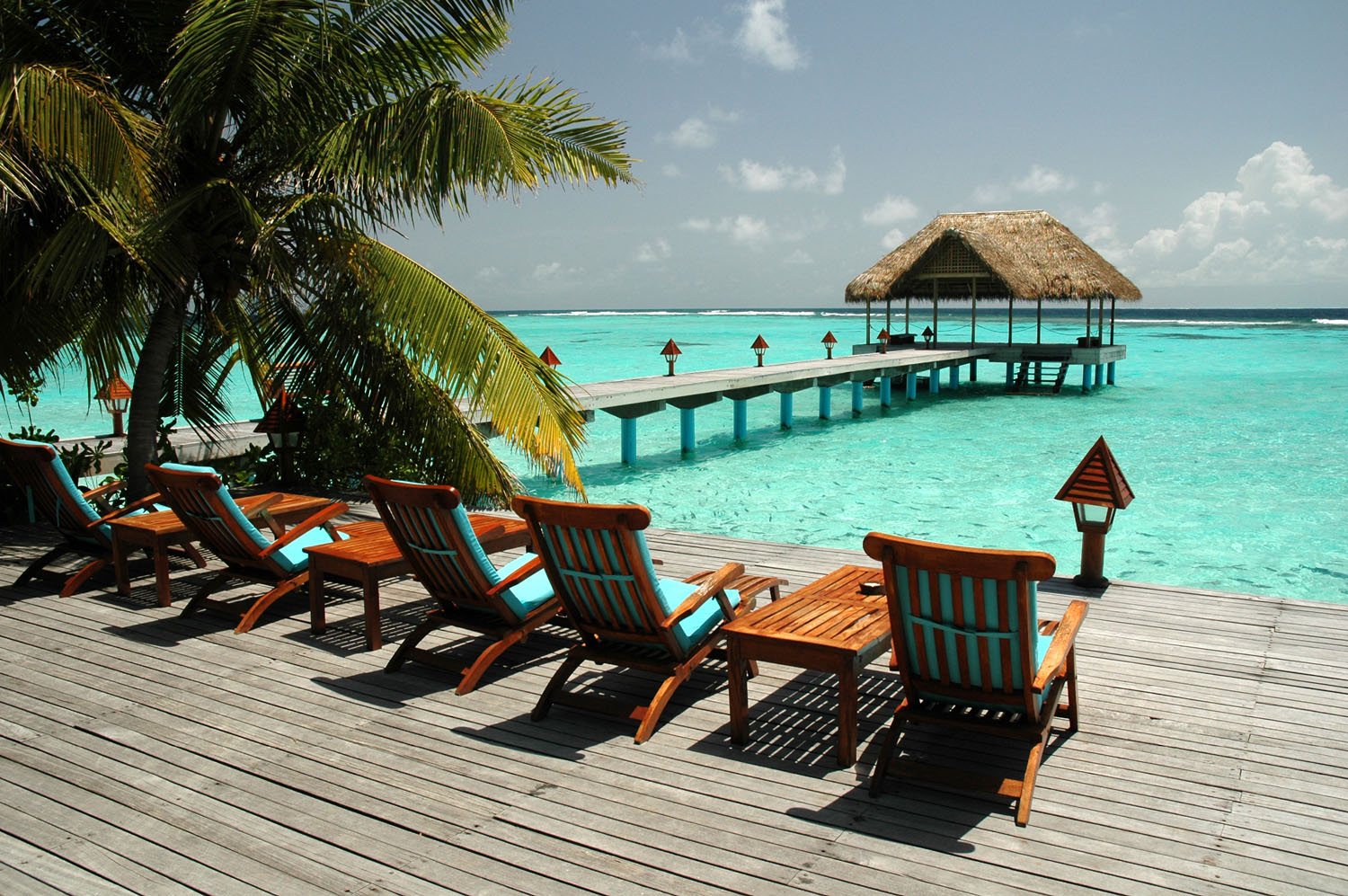
リゾートアイランドの一つ、マドゥーガリ島。美しいターコイズブルーの海が特徴。

1972年以前のモルディブは観光地としてほとんど知名度がなく、国内に宿泊施設は3軒しかなかった。1972年に国内初のリゾートであるen:Kurumba Maldivesが開業すると、リゾート大国として急成長。2020年現在はリゾート159軒・ホテル13軒・ゲストハウス638軒を数える。
人口を上回る数の観光客が訪れており1999年には年間43万人、2019年には年間170万人を超えた。観光客は中国、インド、ヨーロッパ、北米など、全世界から訪れられている。またそれに伴い観光業は雇用も生み出しており1999年にはモルディブの就業人口の14%を占めている。
基本的に1つの島に1つのホテルが存在する形式で、ホテルによって滞在する島を選択することになる（リゾートアイランド）。各島への移動はドーニーと呼ばれる木製のボートが使用されるが、高速艇（いわゆるモーターボート）や水上機も使用される。
外国人は特別に許可された場合を除いて観光が許可されている島以外には入ることができない。

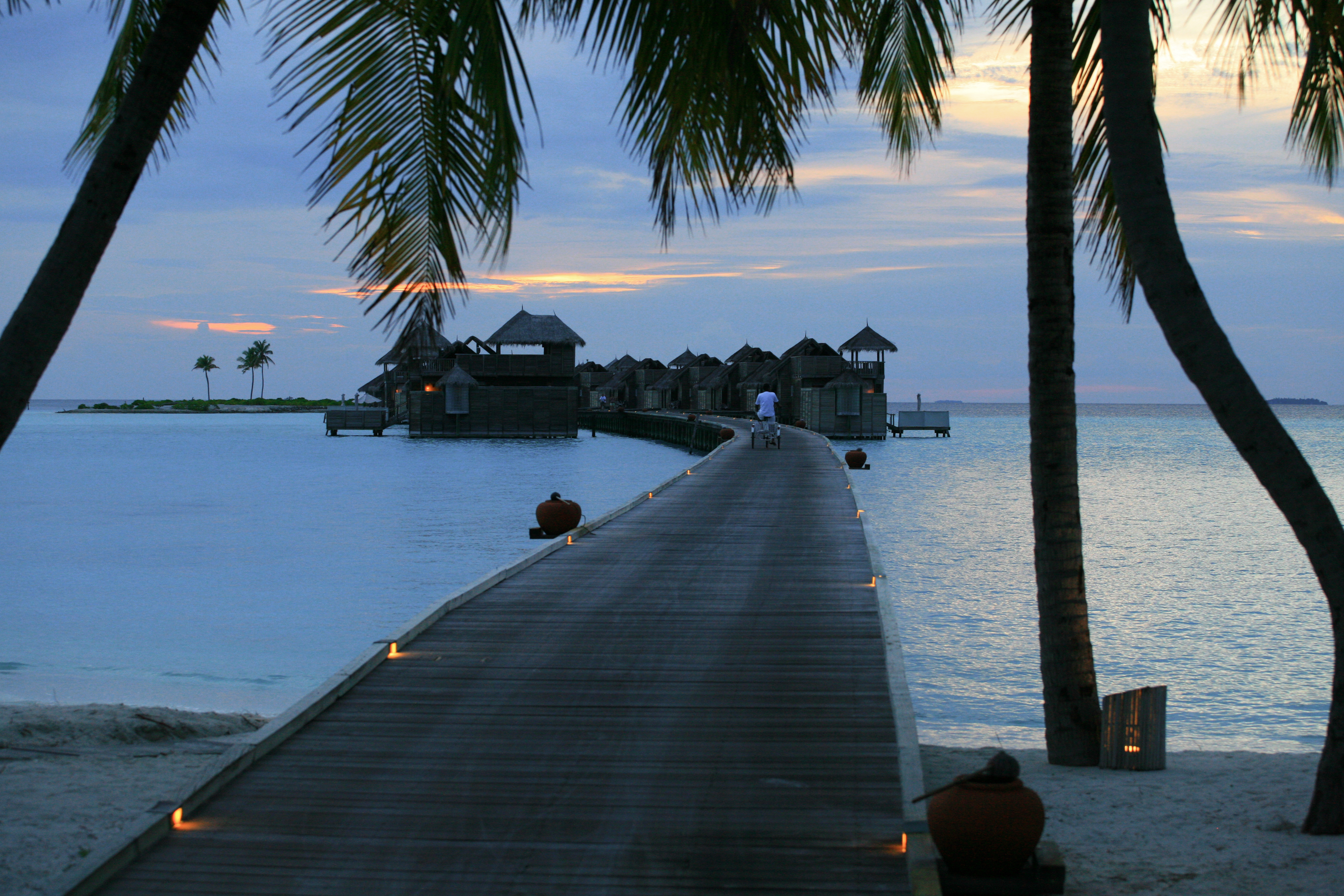
Soneva Gilly、モルディブ
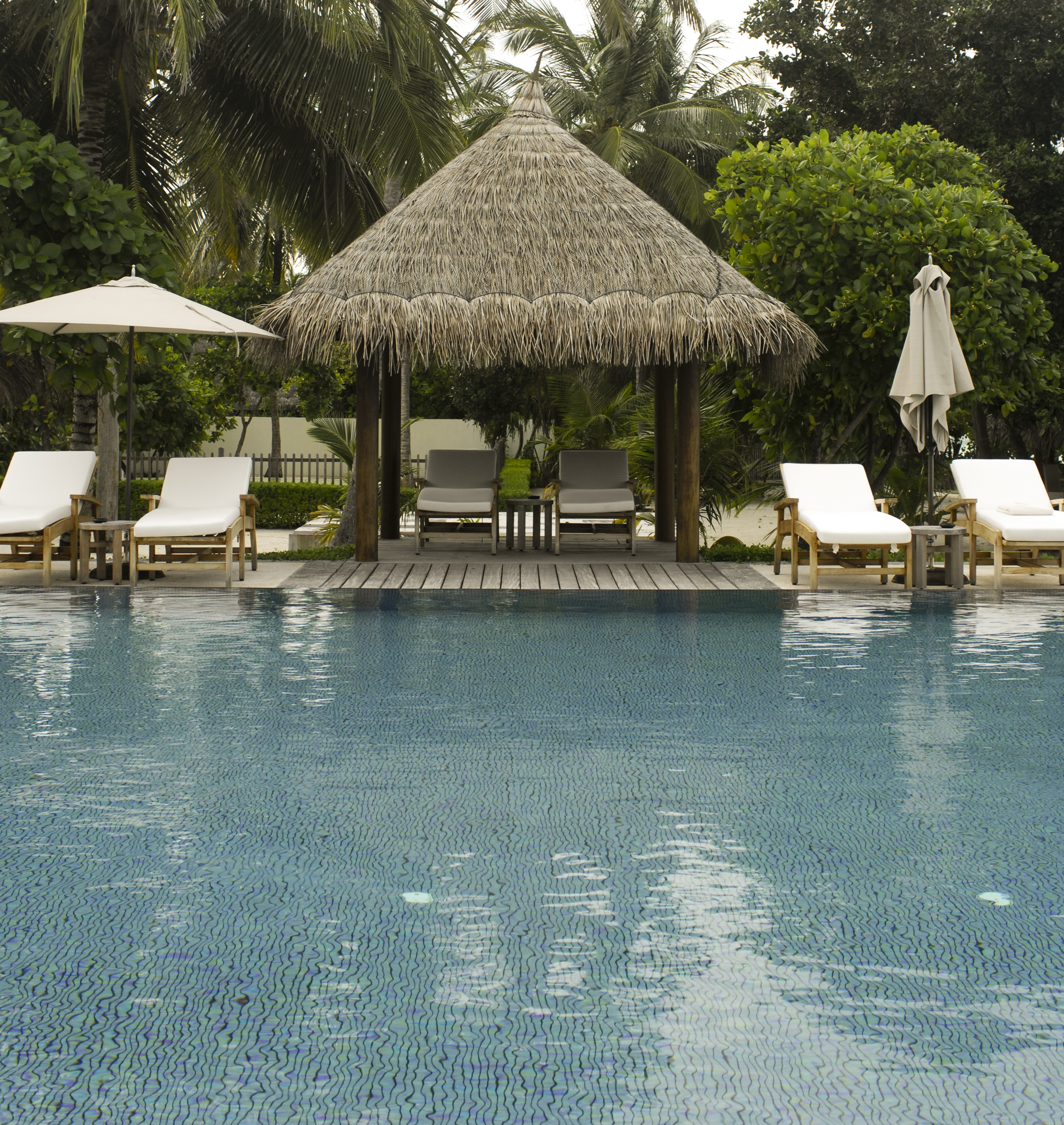
リゾート
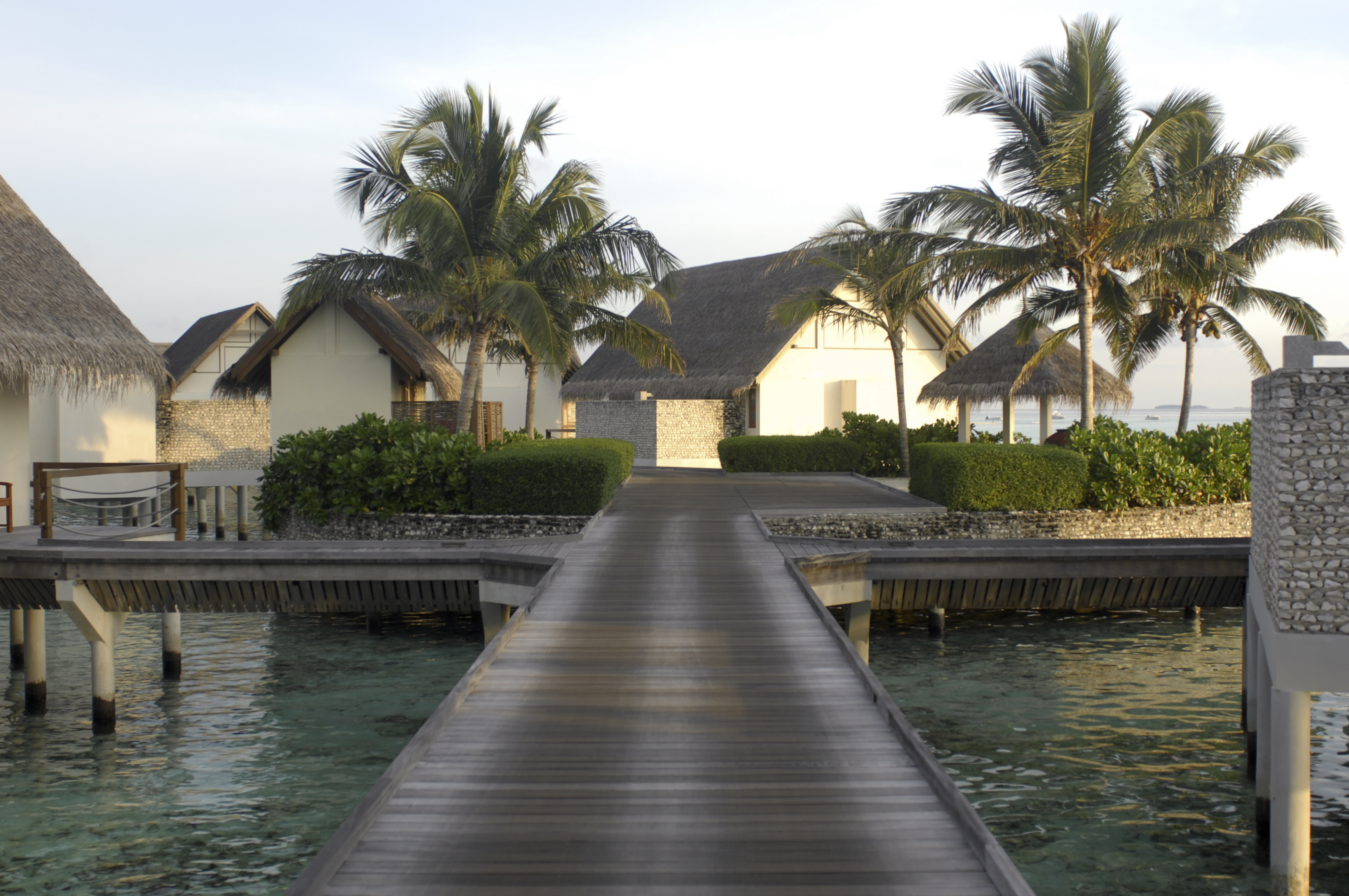
ウォーターヴィラ
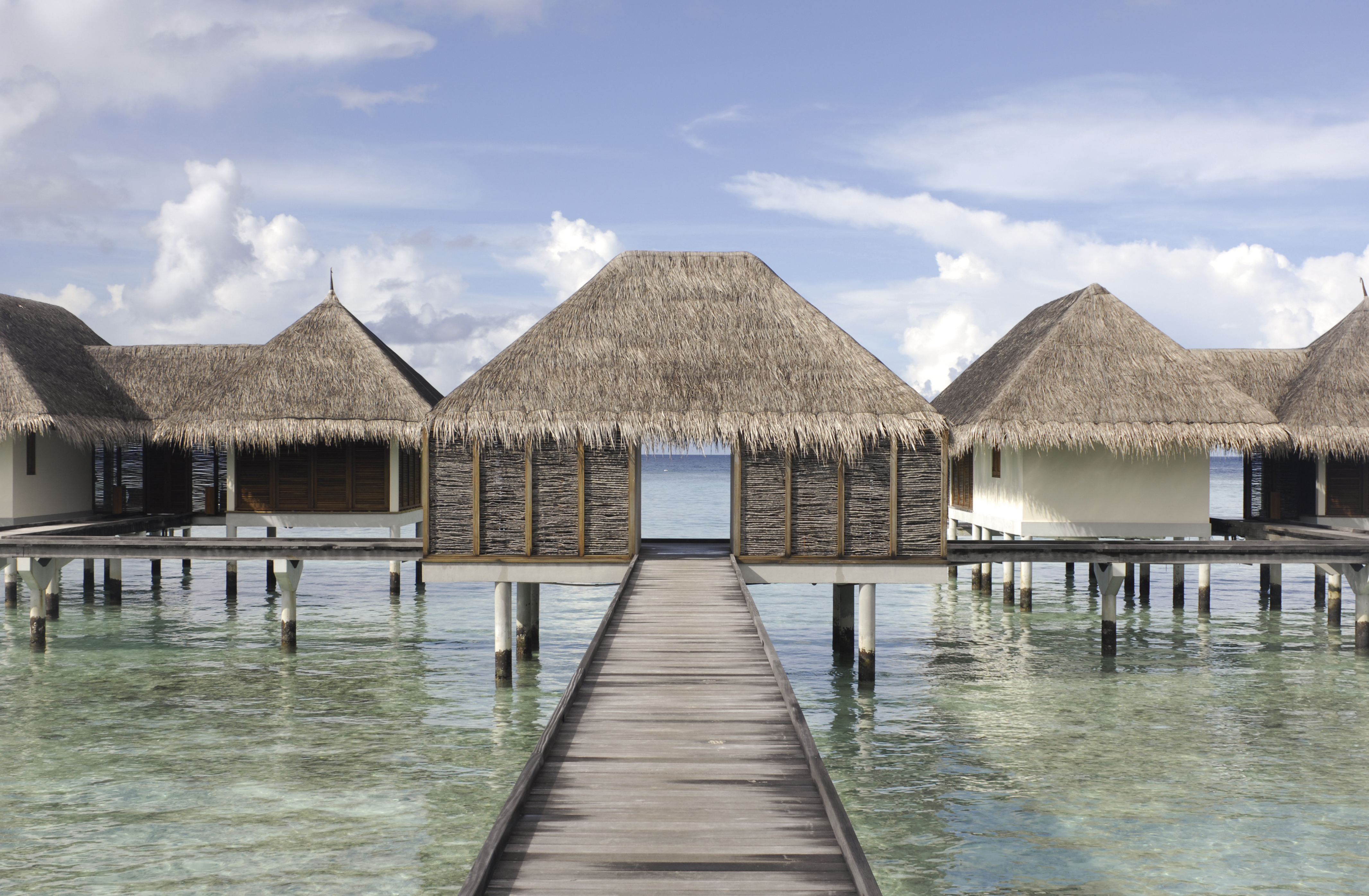
ウォーターヴィラとスパ（湧水）
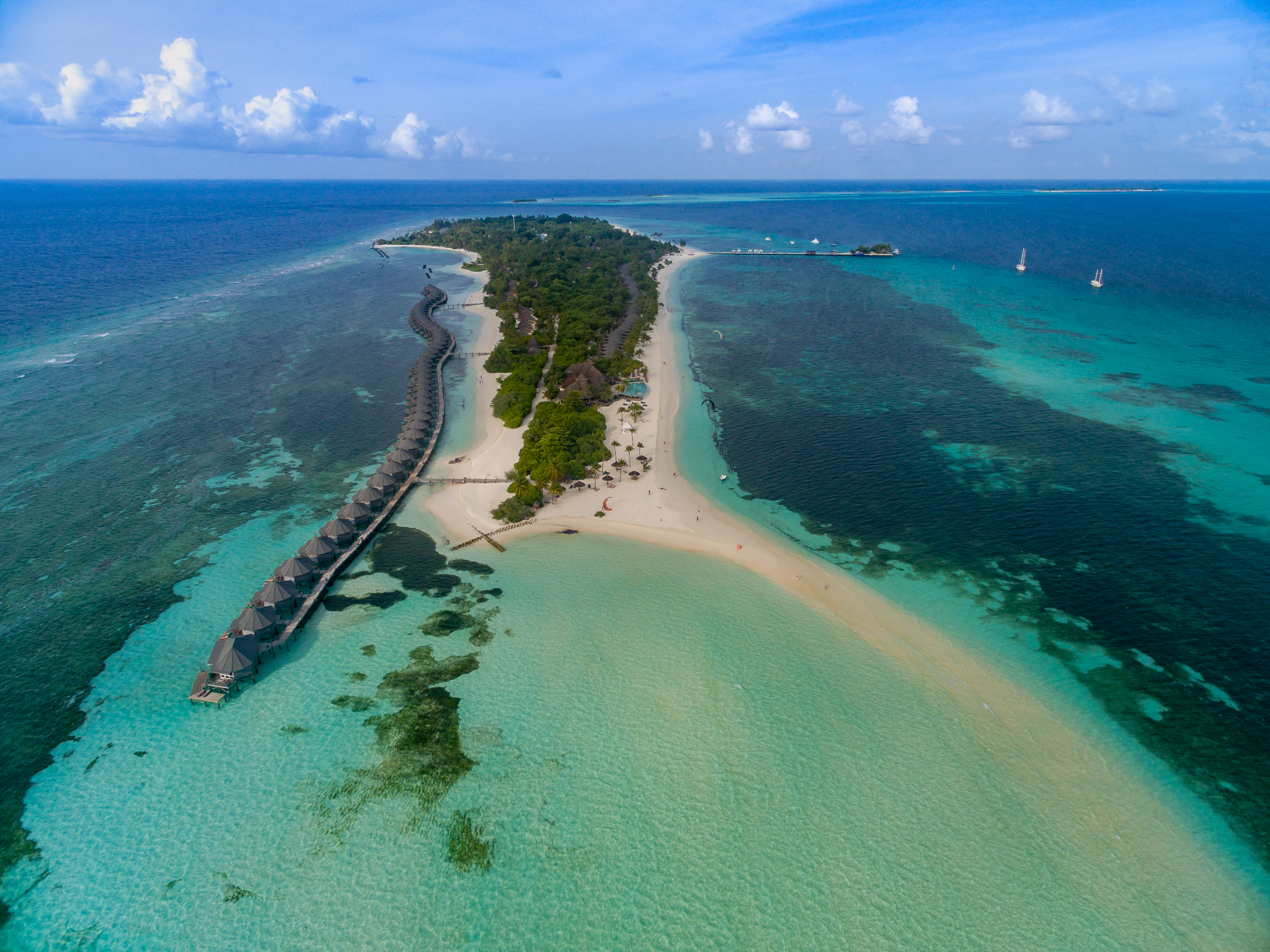
ラヴィヤニ環礁、クレドゥの水上バンガロー
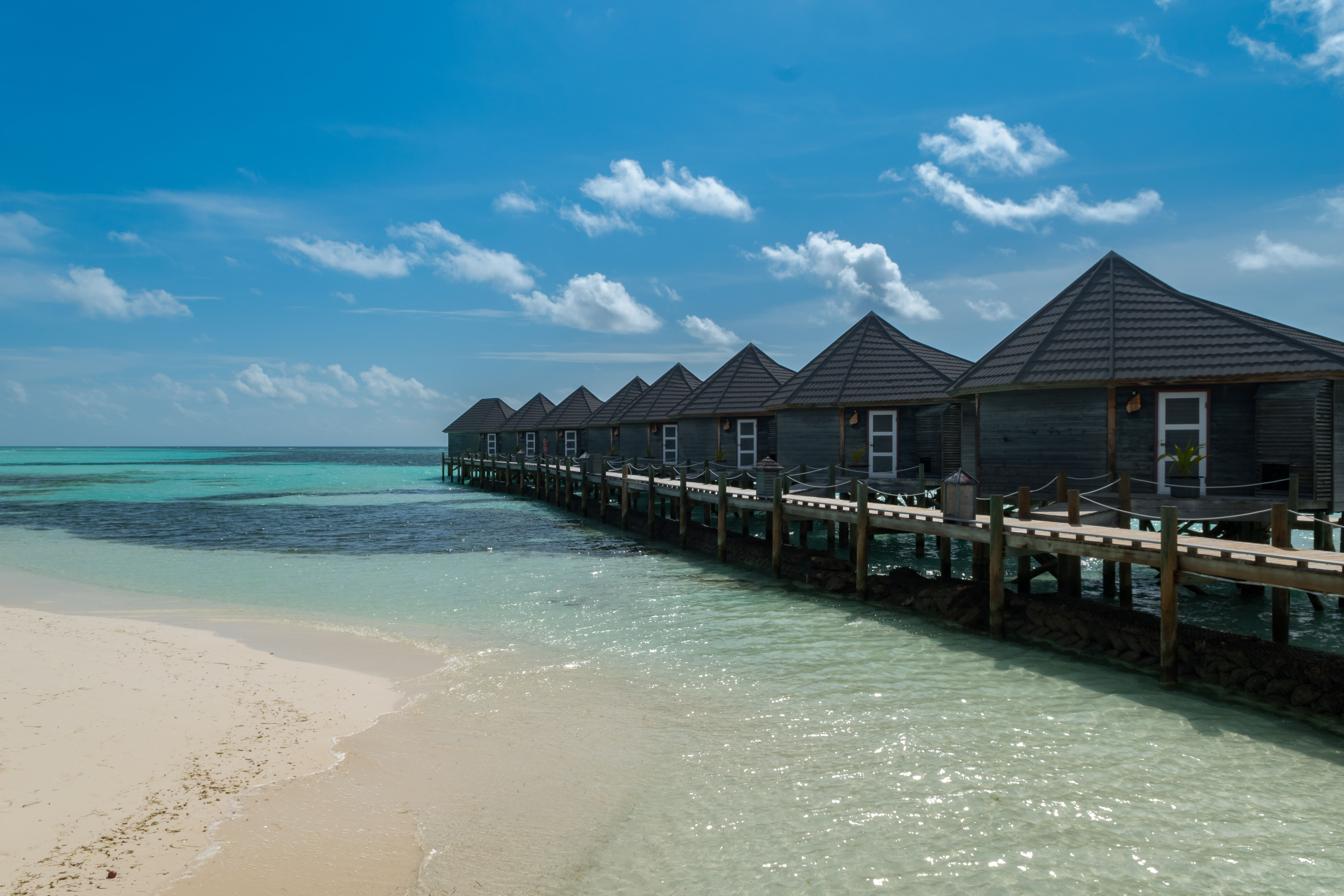
水上バンガロー
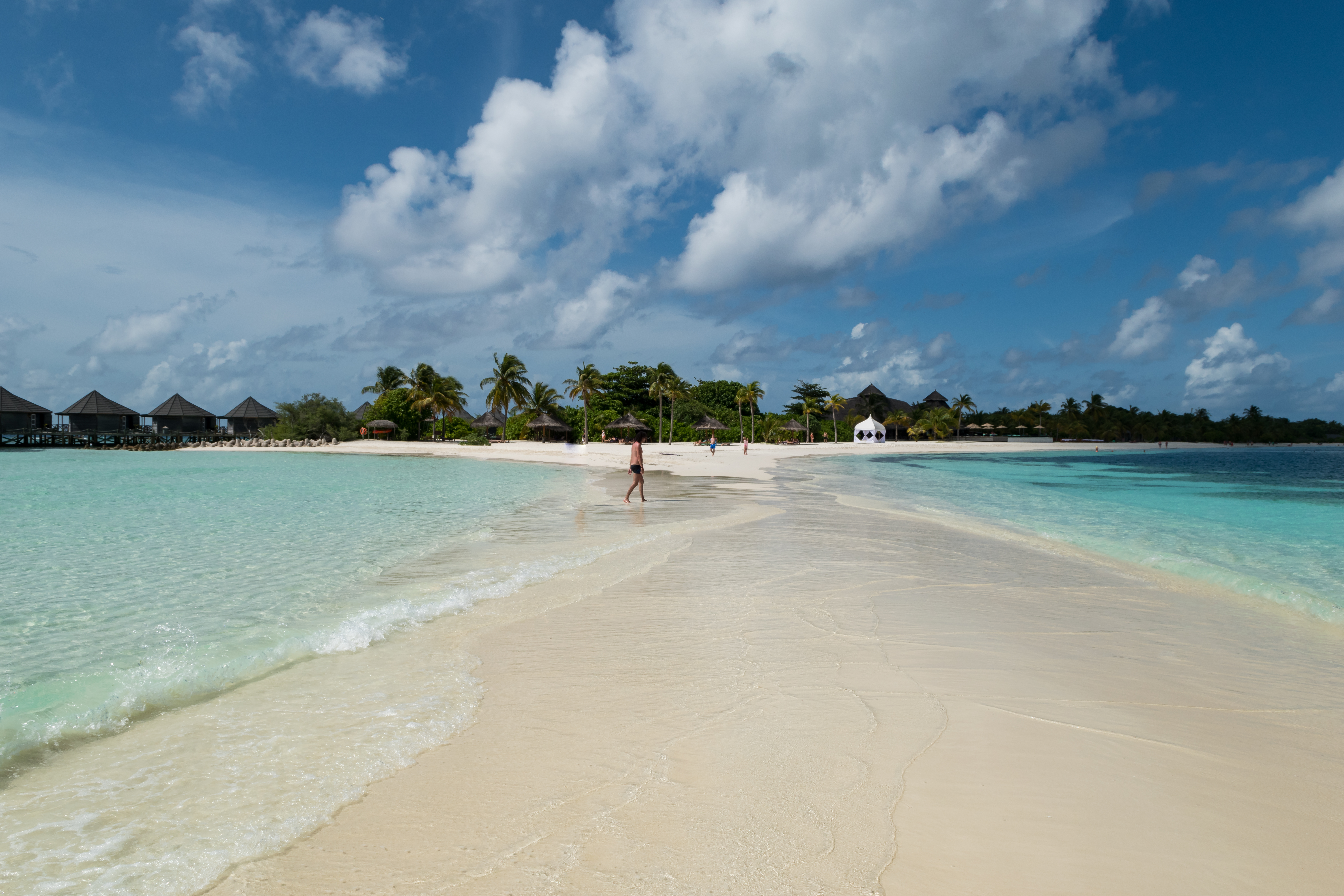
モルディブの砂州
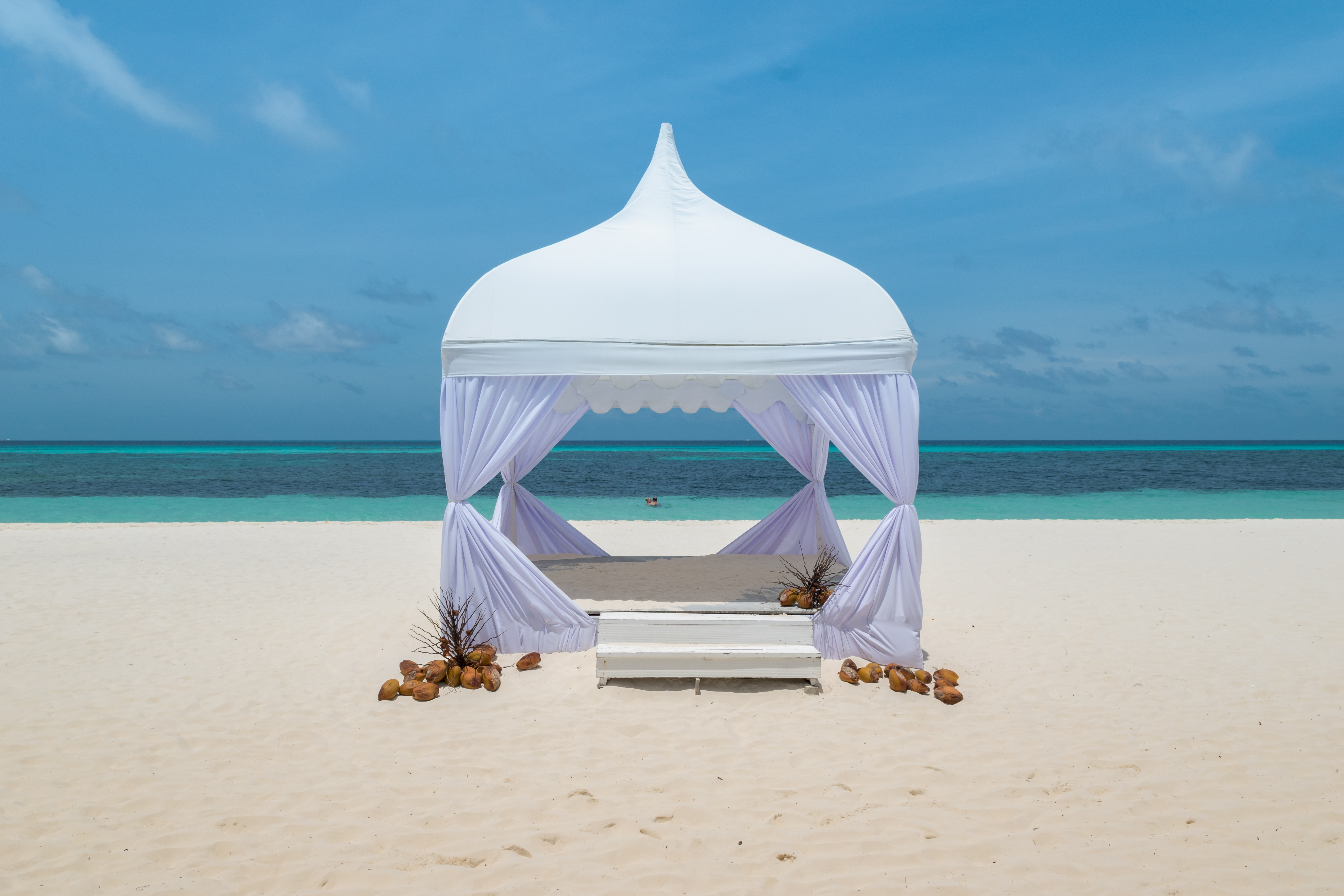
ホワイトビーチ
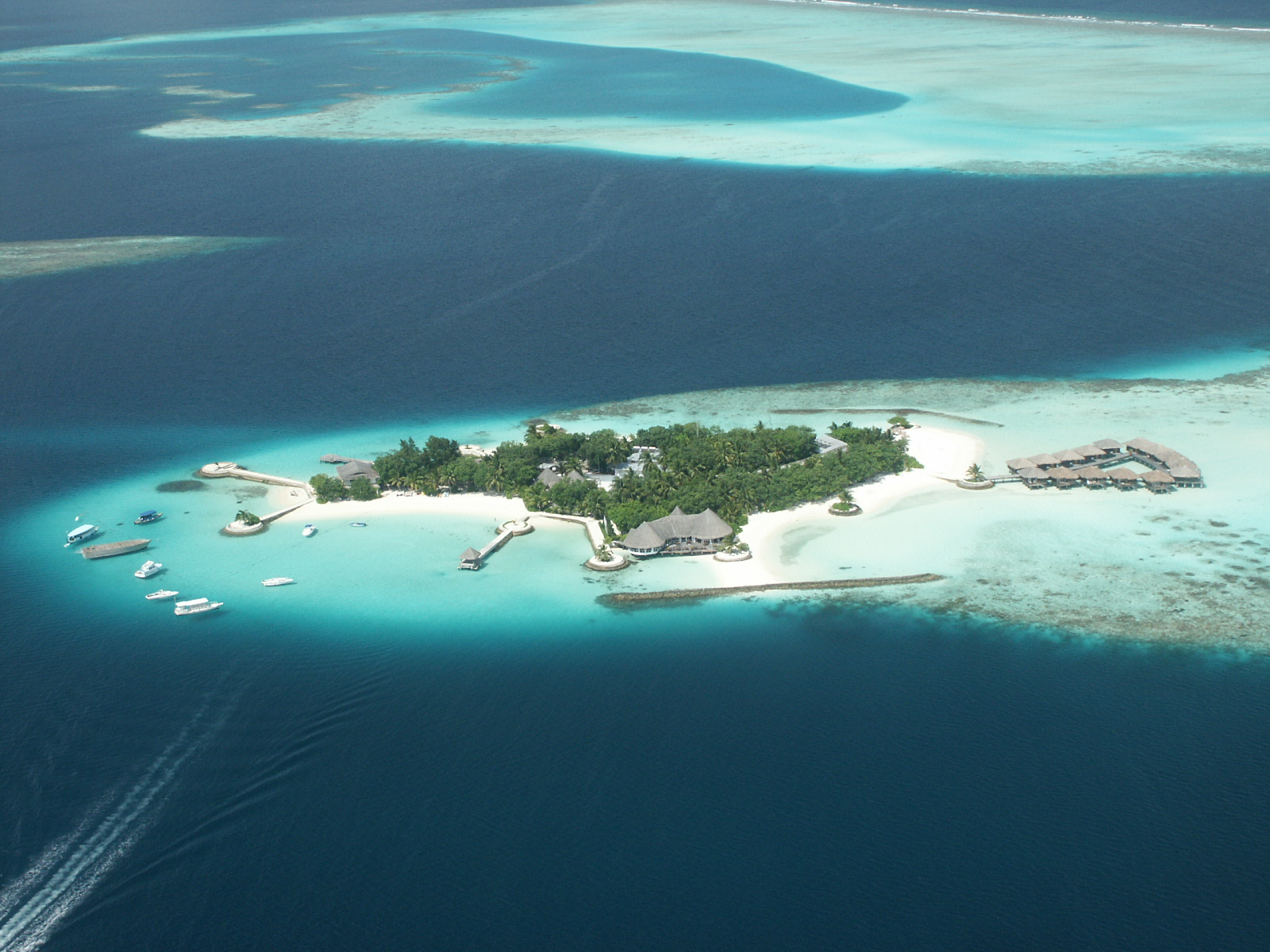
ボリフューシ島
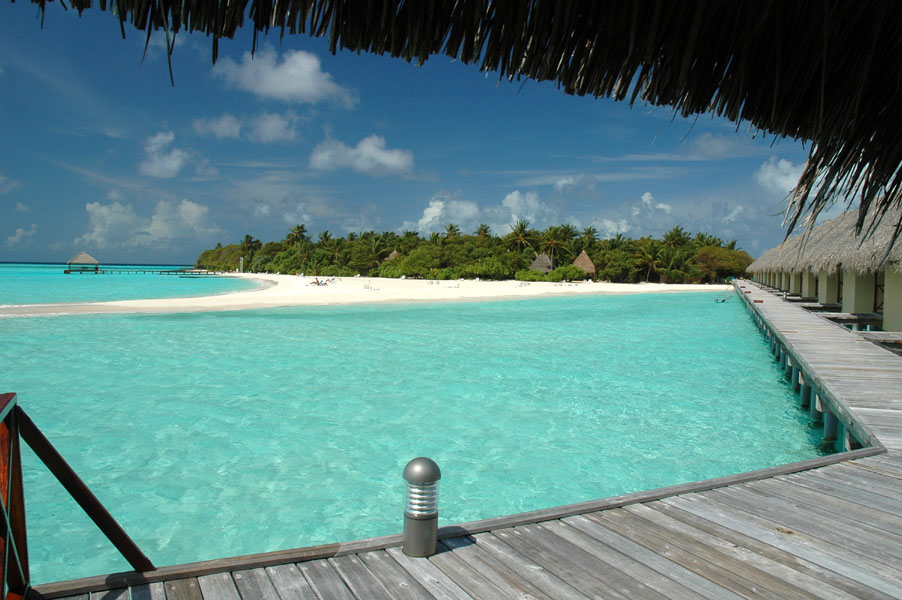
ムーフューシ島

### 労働力
失業率4.9%（2020年）

## 国民

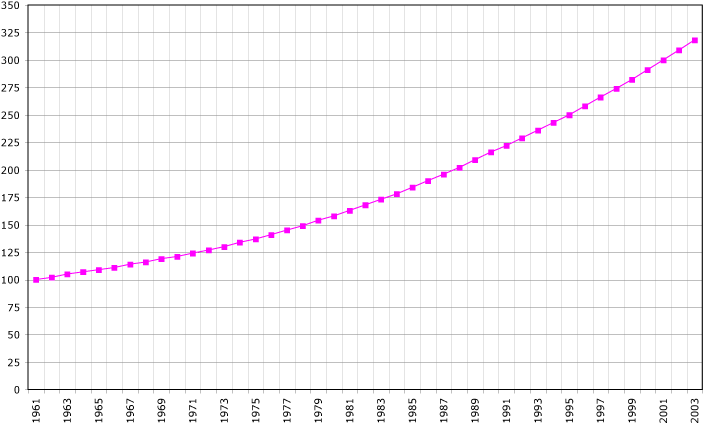
モルディブの人口変化

### 民族
モルディブでは固有の民族呼称は該当せず、人種構成としてはインド・アーリア人とドラヴィダ人を中心に、西北から移住したアラブ系と東南から移住したインドネシア・マーレー人種（インドシナ人種（古モンゴロイド系）とオーストラロイドの混血人種）などが混血して、モルディブの住民として成り立っている。

### 言語
公用語は、ディベヒ語（ディヴェヒ語とも表記され、モルディブ語とも呼ばれる）。観光関連では英語も通じる。リゾート島によってはフランス語、スペイン語、ポルトガル語、ドイツ語、イタリア語も話されている。

### 宗教
イスラム教のスンナ派が国教。2020年時点で、国民の98.7%がイスラム教徒である。

## 文化

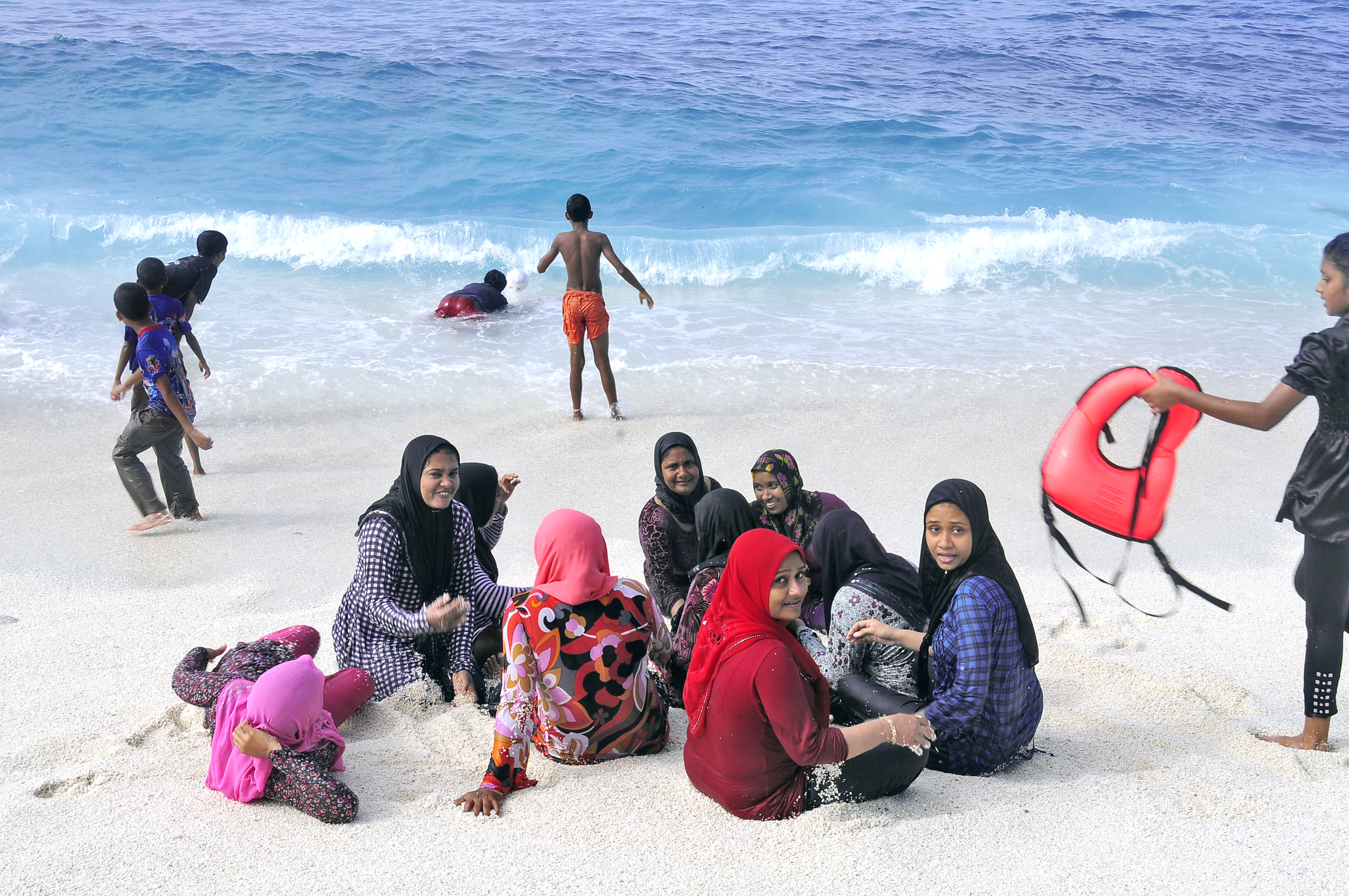
フヴァフムラ環礁で行われているマーヒフン（ラマダン入りを祝う祭り）

旧国歌『ガオミィ サラーム』は『蛍の光』と同じ曲、つまり、スコットランド民謡『オールド・ラング・サイン』の旋律を用いた曲であった。

### 祝祭日
| 日付     | 日本語表記       | 現地語表記 | 備考                                     |
| -------- | ---------------- | ---------- | ---------------------------------------- |
| 7月26日  | 独立記念日       |            |                                          |
| 11月11日 | 共和国記念日     |            |                                          |
|          | ナショナルデー   |            | ヒジュラ暦第3月1日                       |
|          | ムハンマド生誕祭 |            | ヒジュラ暦第3月12日                      |
|          | 断食月明けの祭   |            | ヒジュラ暦第10月1日より3日間             |
|          | 犠牲祭           |            | ヒジュラ暦第12月10日より通常5日から7日間 |

### スポーツ
サッカー
モルディブ国内ではサッカーが最も人気のスポーツとなっており、2014年にプロサッカーリーグのディヴェヒ・プレミアリーグが創設された。また、モルディブサッカー協会（FAM）によって構成されるサッカーモルディブ代表もあり、首都・マレにあるガロル国立競技場をホームスタジアムとしている。
クリケット
クリケットは他の南アジア諸国同様に高い人気がある。1880年頃にイギリス領セイロンからクリケットの一種が伝わり、1920年頃に正式なクリケットのルールが導入された。その頃にはクリケットのクラブが設立されており、当時のクリケットは宮殿の中庭や広場でプレーされており、エリート層のためのスポーツであった。クリケットモルディブ管理委員会は、モルディブにおけるクリケット競技の発展と促進を目的として、1983年に政府によって設立された。スリランカは1996年にアジアクリケット評議会、1998年に国際クリケット評議会に準会員として加盟した。代表チームはクリケットモルディブ代表とクリケットモルディブ女子代表がある。